# ウラジーミル・プーチン
ウラジーミル・ウラジーミロヴィチ・プーチン（ロシア語:  Владимир Владимирович Путин, [vlɐˈdʲimʲɪr vlɐˈdʲimʲɪrəvʲɪtɕ ˈputʲɪn] ( 音声ファイル)、英語:  Vladimir Vladimirovich Putin、1952年10月7日 -  ）は、ロシアの政治家。
第2・4代ロシア連邦大統領（2000年 - 2008年、2012年 - 現在）であり、同国国家評議会議長、安全保障会議議長を兼ねる。1999年から2000年まで、及び2008年から2012年まで首相を務めた。ソビエト連邦の元諜報員であり、ソ連国家保安委員会（KGB）での最終階級は中佐。1999年の大統領代行就任以来、ロシアの事実上の統治者であり、2017年にはヨシフ・スターリン以降最長の在任期間を誇る指導者となった。2025年現在、ヨーロッパの現職大統領の中ではベラルーシのアレクサンドル・ルカシェンコに次いで2番目に長く同職を務めている。

## 概要
レニングラード（現・サンクトペテルブルク）に生まれ、レニングラード国立大学で法律を学び、1975年に卒業した。KGBの対外情報部員として16年間勤務し、中佐まで昇進したが、1991年に辞職し、サンクトペテルブルクで政治活動を開始した。その後、1996年にモスクワに移り、ボリス・エリツィン政権に参加した。連邦保安庁長官、連邦安全保障会議事務局長を経て、1999年8月に首相に就任した。
同年12月にエリツィンが辞任し、プーチンは大統領代行に指名された。2000年のロシア大統領選挙を制して大統領に初当選。2004年には再選を果たした。当時の憲法上は大統領就任が連続2期までに制限されていたため、2008年から2012年にかけてはドミートリー・メドヴェージェフに大統領職を譲り、自身は首相を務めた。2012年の大統領選挙で大統領に復帰し、2018年に再選された。2021年4月、国民投票を経て、あと2回再選に立候補できるようにすることを含む憲法改正案に署名し、大統領の任期を2036年まで延長する可能性がある。
最初の大統領在任中、ロシア経済は8年連続で成長し、購買力平価で測定したGDPは72％増加、実質所得は2.5倍、実質賃金は3倍以上、失業と貧困は半減以上、ロシア人が自己評価する生活満足度は大幅に上昇した。 ロシアの輸出の大部分を占める原油価格・ガス価格が5倍になったこと、ソ連崩壊後の恐慌や金融危機からの回復、海外投資の増加、慎重な経済・財政政策の結果である。 また、プーチンは第二次チェチェン戦争でロシアを勝利に導いた。メドベージェフ政権下で首相を務め、大規模な軍事改革や警察改革、南オセチア紛争でのロシアの勝利を指揮した。3期目の大統領時代には、2014年初頭のウクライナへの軍事介入とクリミア併合に伴う国際制裁と相まって原油価格が下落し、2015年のGDPは3.7%縮小したが、2016年には0.3%のGDP成長率と回復した。その他、プーチン政権下では、パイプラインの建設、衛星測位システムGLONASSの復旧、2014年ソチ冬季オリンピックや2018年FIFAワールドカップなどの国際イベントのためのインフラ整備などが進められた。
2022年2月、プーチンはウクライナへの特別軍事作戦を命じ、ウクライナへ侵攻。国際的な非難と制裁の拡大をもたらし、SWIFTからの排除によりロシアは金融危機的な状況となった。
2023年時点、プーチンはロシアの中央銀行等と共に暗号資産のマイニングを推進しており、またブロックチェーンの技術を使用した国際決済を行う新たな機関を設立する計画を進めている。

## 来歴

### 生い立ち

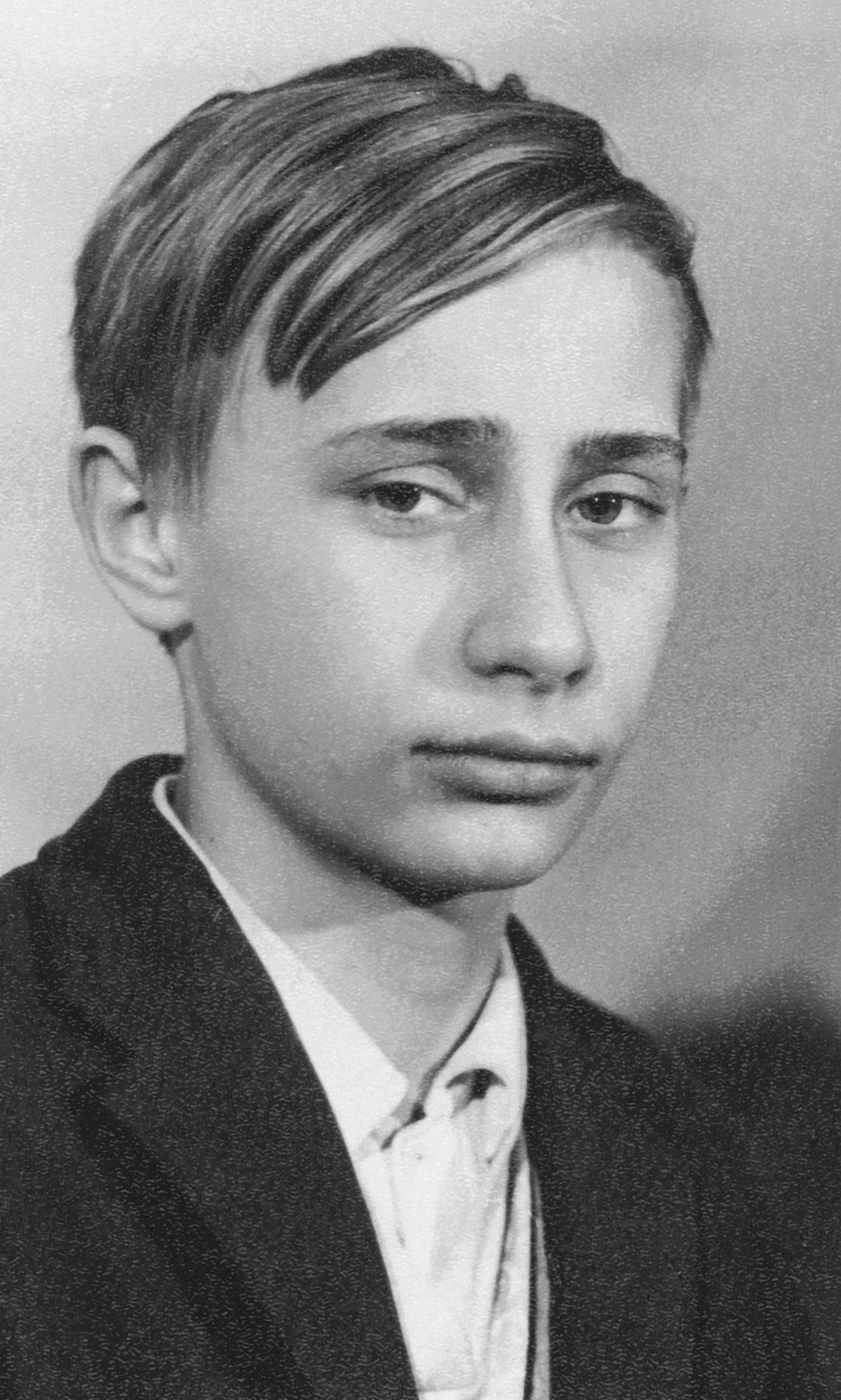
少年時代のプーチン

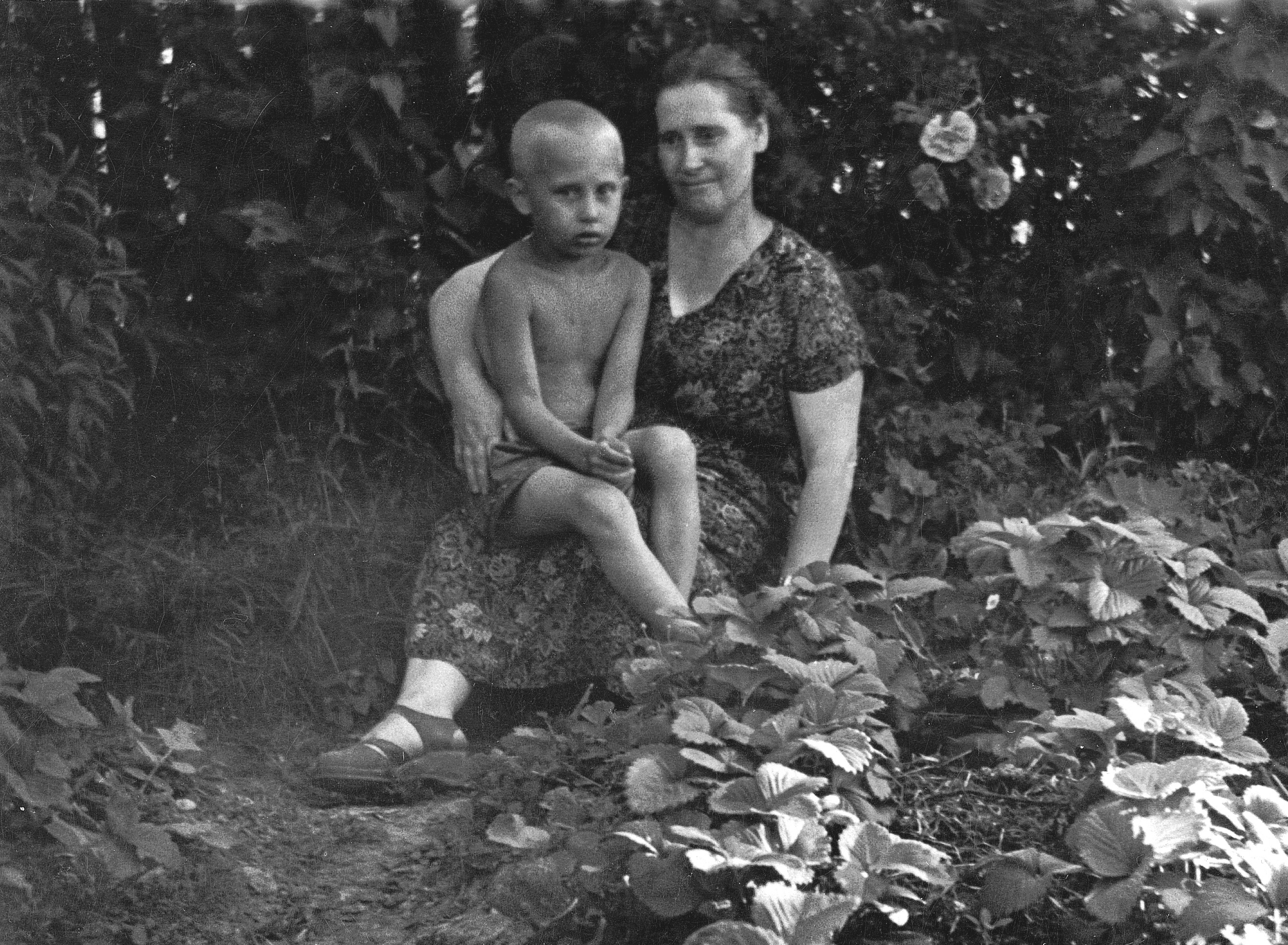
母のマリア・イワーノヴナとの写真（1958年7月）

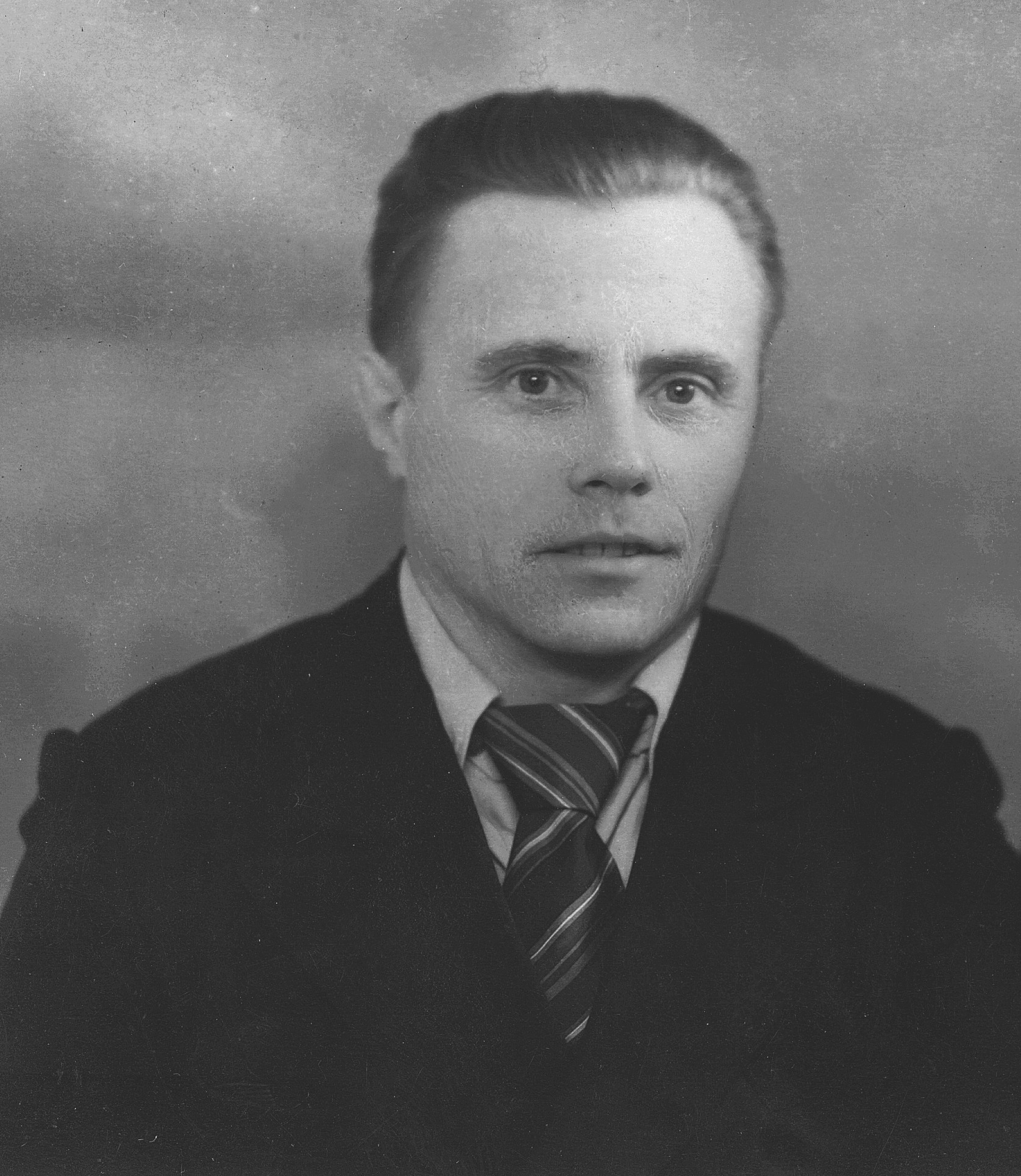
父のウラジーミル・スピリドノヴィチ

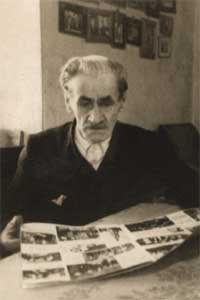
祖父のスピリドン

1952年10月7日、ソビエト連邦の一部であるロシア・ソビエト連邦社会主義共和国のレニングラード（現在のサンクトペテルブルク）にて、父ウラジーミル・スピリドノヴィチ・プーチン（1911年2月 – 1999年8月）と母マリア・イワーノヴナ・シェロモーワ（1911年10月 – 1998年7月）との間に誕生する。両親が41歳の時に第三子として生まれた。2人の兄はいずれもプーチンが生まれる前に死亡（1人目は1930年代に幼くして、2人目はレニングラード包囲戦の間にジフテリアで死亡）していたため、プーチンは一人っ子として育った。父は活動に熱心な共産党員の無神論者で、母は工場などで働く信仰心が深いロシア正教徒だった。父はソビエト連邦海軍に徴兵され、1930年代には潜水艦隊に配属となり、第二次世界大戦では内務人民委員部（NKVD）の破壊工作部隊に所属し、独ソ戦（大祖国戦争）で傷痍軍人となった。戦後は機械技師としてレニングラードの鉄道車両工場で働いた。
プーチンの父方の祖父であるスピリドン・イワノヴィチ・プーチン（1879年12月 – 1965年3月）はプロの料理人であった。第一次世界大戦中、彼はペトログラードの高級ホテル「アストリア」の料理長の職にあり、ラスプーチンに給仕していた。革命後はウラジーミル・レーニンに給仕し、ヨシフ・スターリンにも彼のダーチャ（別荘）の1つにて給仕を行った。
プーチンは自伝で少年時代を振り返り、家庭環境はあまり裕福で無く、少年時代はレニングラードの共同アパートで過ごしたと語っている。1960年9月1日に共同アパートと同じ通りにある第193小学校に通い始める。小学生だったプーチンにドイツ語を教えていた教師によると、プーチンは母親似であるが、頑固で勤勉な性格は父親から受け継いでいたという。また、記憶力は抜群で頭の回転も速かったが、問題児で悪ふざけを繰り返していたと証言している。プーチン自身も後に幼少時代は相当な悪童であったと告白している。しかし6年生になると変化し、成績も上がり、ピオネール入団も許可された。この頃にはサンボと柔道も始めている。小学校卒業後、プーチンは化学の中等専門学校第281リツェイに入学した。

### KGB時代

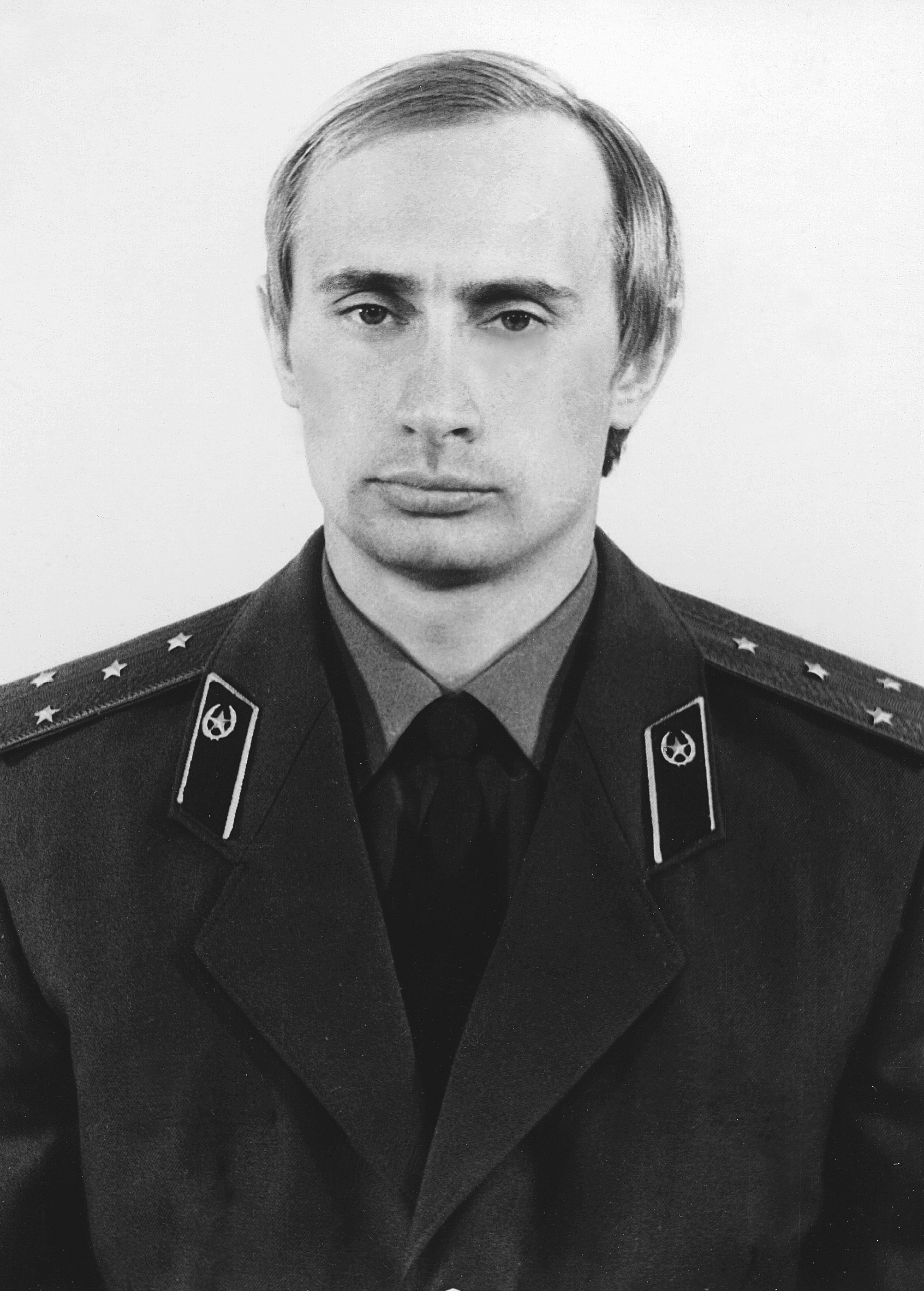
KGBの制服を着たプーチン

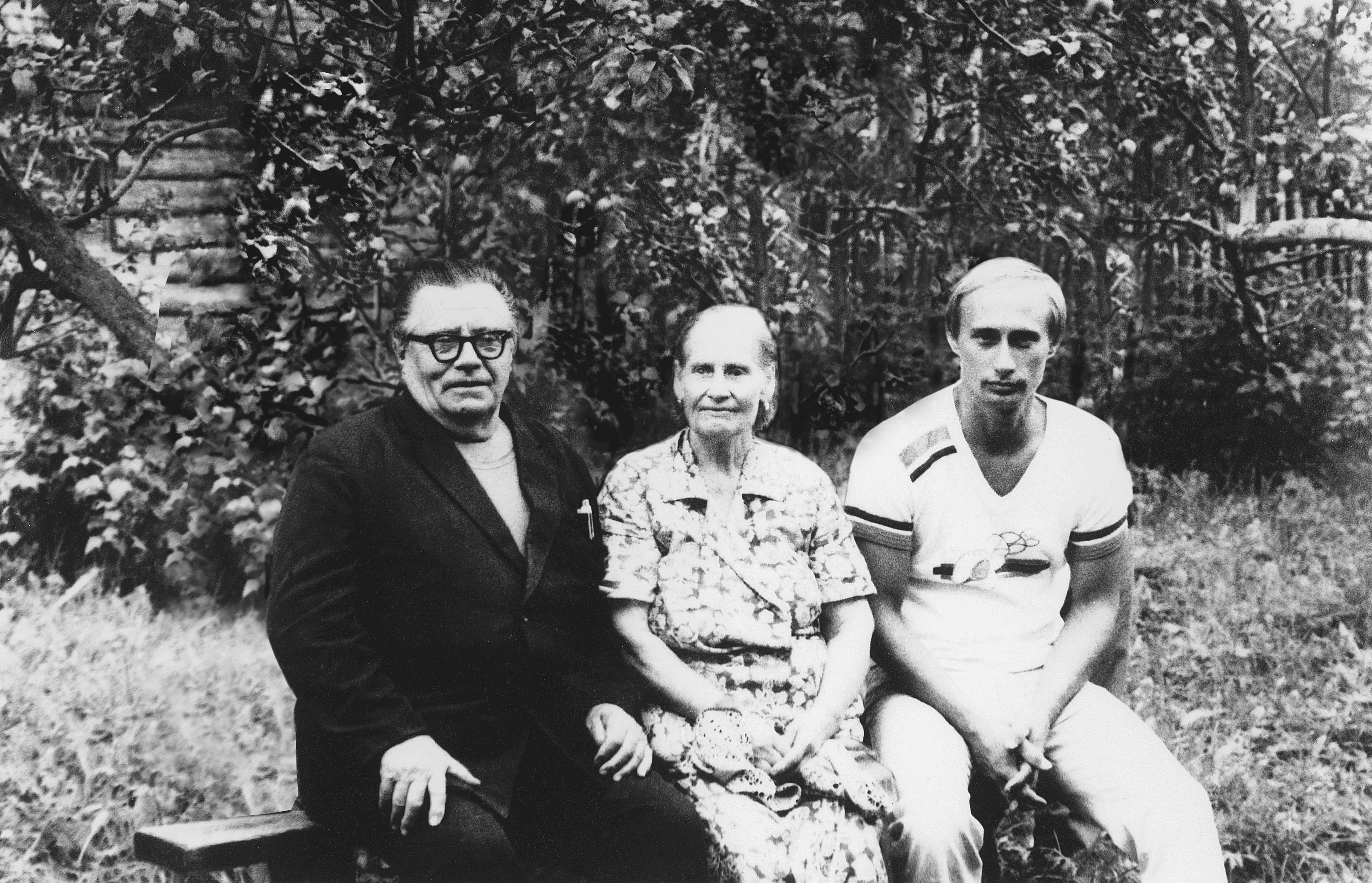
東ドイツに出発する前に。父のウラジーミル・スピリドノヴィチ、母のマリア・イヴァーノヴナと（1985年）

やがてプーチンは小説や映画で、特に日仏合作の映画『スパイ・ゾルゲ/真珠湾前夜』を見てスパイに憧れを抱いたとされる。KGBへの就職を考え、14歳の9年生（日本の中学3年生に相当する）の時に彼はKGB支部を訪問し、応対した職員にどうすればKGBに就職できるのか質問した。職員は少年の質問にきわめて真摯に対応し、KGBは自ら志願してきた者を絶対に採用しないため、今後は自分からKGBにコンタクトしてはならないこと、大学の専攻は法学部が有利であること、言動や思想的な問題点があってはならないこと、スポーツの実績は対象者の選考で有利に働くことなどの現実的な助言を与えた。プーチン少年は以後そのアドバイスを忠実に守り、柔道に打ち込み、レニングラード大学では法学部を選択し、在学中も自分からはKGBに接触しなかった。そして大学4年次にKGBからのリクルートを受け、プーチンは1975年に同大学を卒業後、KGBへ就職する。KGB職員であるためにはソビエト連邦共産党への入党が条件だったため、プーチンは共産党員になっている。
KGBでは最初にレニングラード支部事務局、その後訓練を経て対諜報活動局に配属される。さらなる研修を受けた後、第1総局（対外諜報部）レニングラード支部に勤務する。そして外国で諜報活動を行うためにKGB赤旗大学で学び、1985年に東ドイツのドレスデンへと派遣される。東ドイツには1990年まで滞在し、NATOをはじめとした政治関係の情報を集める諜報活動に従事したとプーチン自身は語っている。その際にはKGBと協力関係にあった東ドイツの情報機関・秘密警察である国家保安省（シュタージ）職員の身分証明書も持っていたことが2018年に明らかになっている。この時期は質素な生活を送っていたとされ、ウォッカやワインより、ビールを好んでいたという。特に好んでいたのが『ラーデベルガー・ピルスナー』という地ビールで、ドイツ語にも堪能だったという。西側諸国の情報を収集しており、特に東側諸国の民主化の動きには最大限の注意を払っていた。この頃、東ベルリンにあったソ連大使館も東ドイツの民衆から取り囲まれ、抗議デモが行われていた。何とかデモを鎮圧したいと考えたプーチンは、拳銃を掲げたまま、「殺されたい奴は、前に出ろ」と叫び、このひと声で抗議活動が止んだという。その後、東西ドイツ統一によりレニングラードに戻り、母校のレニングラード大学に学長補佐官として勤務した。同時期に大学生の頃に教わっていたアナトリー・サプチャークと懇意になる。

### 政界へ
1990年、プーチンはKGBに辞表を提出し、同年5月にレニングラード市ソビエト議長だったサプチャークの国際関係担当顧問となった。1991年8月の共産党解体までは共産党を離党せず、本人曰く党員証は今も持っているという。1991年6月、サプチャークがレニングラード（同年11月にサンクトペテルブルクに名称を変更）市長に当選すると、対外関係委員会議長に就任する。その後、1992年5月にサプチャークによりサンクトペテルブルク市副市長、1994年3月にサンクトペテルブルク市第一副市長に任命された。サンクトペテルブルク市の職員としてプーチンは外国企業誘致を行い外国からの投資の促進に努めた。またサプチャークの下で陰の実力者として活躍したため、「灰色の枢機卿」と呼ばれた（ロシアでは、ゲンナジー・ブルブリスなど陰の実力者に対し、このようなあだ名が付けられることがある）。
1996年8月、サプチャークがサンクトペテルブルク市長選挙でウラジーミル・ヤコブレフに敗北して退陣すると、プーチンはそれに伴い第一副市長を辞職する。ヤコブレフによる慰留もあったが、結局はそれを拒否した。その後、ロシア大統領府の総務局長パーヴェル・ボロジンによる抜擢で（アナトリー・チュバイス説もある）ロシア大統領府総務局次長としてモスクワに異動した。プーチンはこの職に就任して法務と旧共産党の資産移転と管理を担当した。1997年3月にはロシア大統領府副長官兼監督総局長に就任した。
1997年6月、プーチンはサンクトペテルブルク国立鉱山大学に「市場経済移行期における地域資源の戦略的計画」という論文を提出し、経済科学準博士の学位を得る。この論文の内容は、「豊富な資源を国家管理下におき、ロシアの内外政策に利用する」というものだった（この論文に関しては、2007年にアメリカ合衆国の学者が盗作説を主張するも、その後立ち消えとなる）。
1998年5月、プーチンはロシア大統領府第一副長官に就任した。ここでは地方行政を担当し、地方の知事との連絡役を務めたが、後にプーチンはこの職務を「一番面白い仕事だった」と振り返っている。同年7月にはKGBの後身であるロシア連邦保安庁（FSB）の長官に就任。この時、当時の大統領ボリス・エリツィンのマネーロンダリング疑惑を捜査していたユーリ・スクラトフ検事総長を女性スキャンダルで失脚させ、首相だったエフゲニー・プリマコフのエリツィン追い落としクーデターを未然に防いだ。この功績によりプーチンはエリツィンの信頼を得るようになる。

### 首相職（1999年）

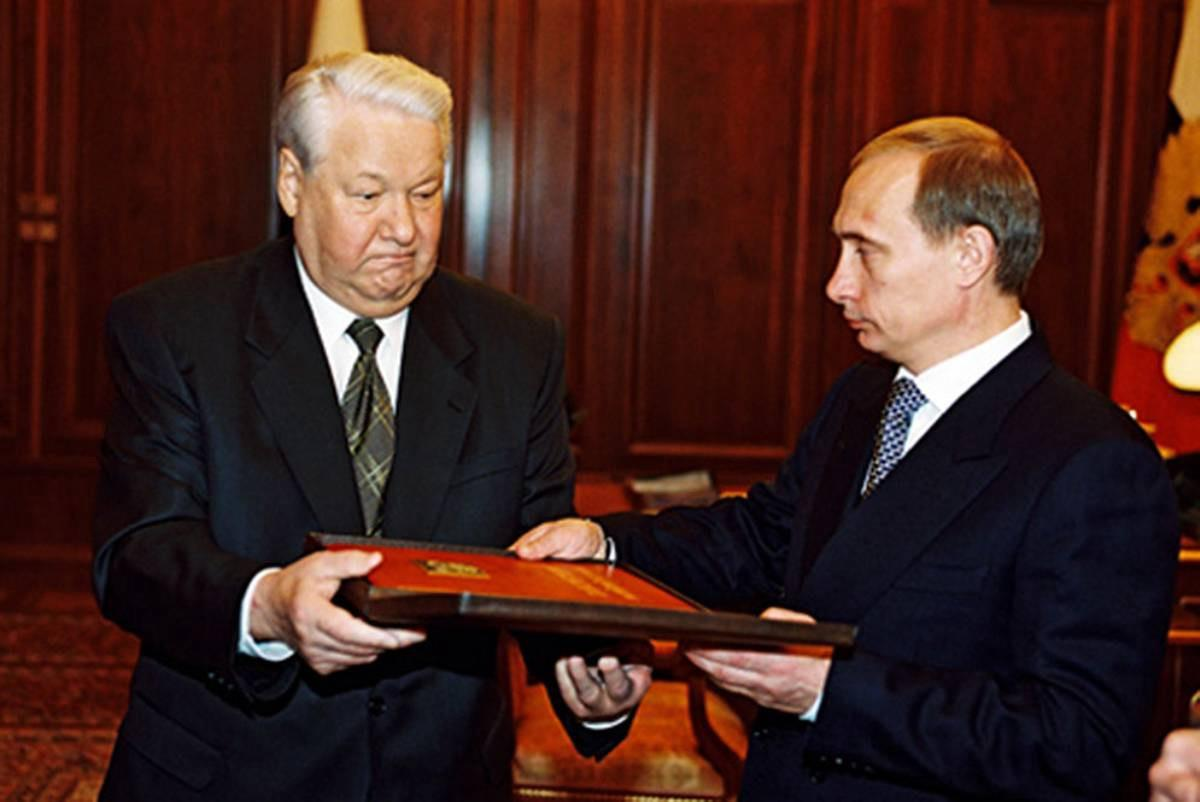
大統領代行就任に伴いボリス・エリツィン（左）からロシア連邦憲法の大統領専用の複写を渡されるプーチン（1999年）

プーチンはエリツィンによって1999年8月9日に第一副首相に任命された（同日首相であったセルゲイ・ステパーシンが解任されたためそのまま首相代行に任命）。この時、エリツィンはプーチンを自身の後継者とすることを表明していた。さらに1週間後の8月16日には正式に首相に任命される。首相に就任するとロシア高層アパート連続爆破事件をきっかけにして勃発した第二次チェチェン紛争の制圧に辣腕を振るい、「強いリーダー」というイメージを高め国民の支持を獲得した。記者会見で言い放った「テロリストはどこまでも追跡する。たとえ便所に隠れていてもやつらをぶち殺す」という発言の容赦なさや下品さが話題になったのもこのころである。当時、次期大統領選のプーチンの有力な対抗馬として元首相のプリマコフがいたが、同年12月19日に行われたロシア下院選挙で、プーチンを支持する与党・「統一」の獲得議席数がプリマコフらによって結党された「祖国・全ロシア」の議席数を超えてロシア連邦共産党に次ぐ第2党となったことにより、プーチンは次期大統領の座にさらに近づいた（後にプリマコフは次期大統領選挙への出馬を断念した）。そして同年12月31日に健康上の理由で引退を宣言したボリス・エリツィンによって大統領代行に指名される。

### 大統領職

#### 1期目（2000年–2004年）

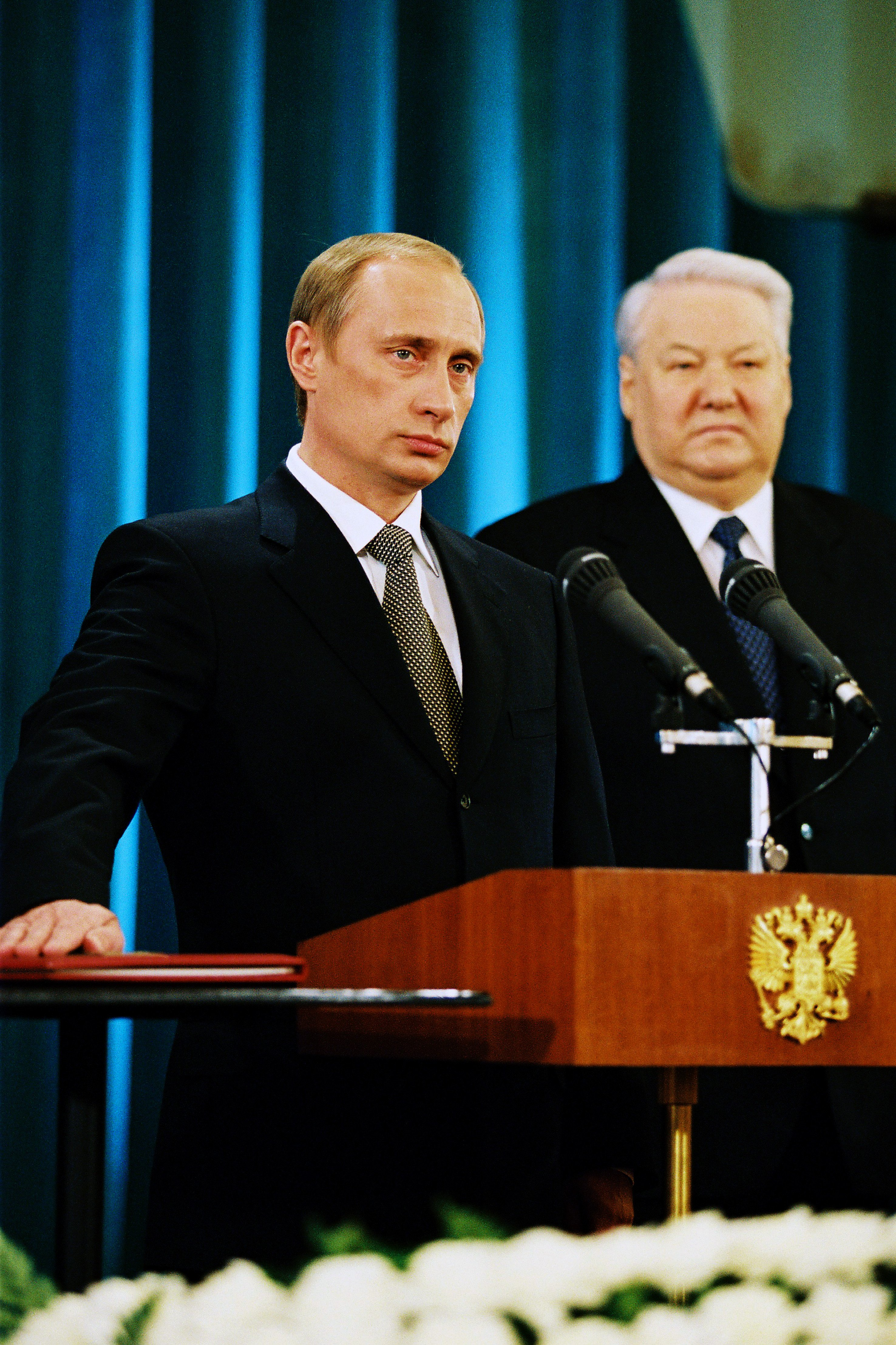
大統領就任式典で就任宣誓を行うプーチン（左）。右は前大統領のエリツィン（2000年）

大統領代行となったプーチンが最初に行ったのは、大統領経験者とその一族の生活を保障するという大統領令に署名することだった。これは、エリツィンに不逮捕・不起訴特権を与え、エリツィン一族による汚職やマネーロンダリングの追及をさせず、引退後のエリツィンの安全を確保するものであるとともに、プーチン自身が大統領職を退いた後の、政敵からの「保身」を見据えたものと思われる。
プーチンは2000年ロシア連邦大統領選挙で過半数の得票を受けて決選投票無しで当選した。正式に第2代ロシア連邦大統領に就任したプーチンは「強いロシア」の再建を目標とした。まず地方政府が中央政府の法体系と矛盾した法律を乱発するなど地方政府への制御が利かなくなっていたため、プーチンは中央政府の権限を強化する政策を打ち出す。2000年5月にロシア全土の85地域を7つに分けた連邦管区を設置し、各地域の知事を大統領全権代表に監督させた。他には知事の上院議員兼務禁止・大統領への知事解任権付与などの政策を実行した。プーチンはこれらの政策により中央集権化を推進し、「垂直統治機構」と呼ばれるシステムを確立した。さらに、同年12月にソビエト連邦の国歌の歌詞を変えて新国歌に制定した。これはロシア国民に「強かった時代のロシア（ソ連）」を呼び起こすためだとする意見がある。このような強い指導力は反対派からは「強硬である」と批判されたが、ロシア国民の支持を受けた。
1998年8月のロシア金融危機で打撃を受けた経済が回復し成長を続けたことも、多くのロシア国民がプーチンを支持する一因となった。経済成長は原油価格の上昇によるところが大きいが、プーチン政権下でさまざまな経済改革が行われたことも理由として挙げられる。所得税率を3段階による課税から一律13パーセントのフラット・タックス制に改革したり、法人税や付加価値税（消費税）を引き下げたりするなどの税制改革は税負担の軽減により横行していた脱税を減少させ、国家財政再建に寄与した。また、これらの税制改革や土地売買の自由化など法制度の整備によって外国からの投資を呼び込み、ロシア経済が活性化した。

##### 財閥との対決

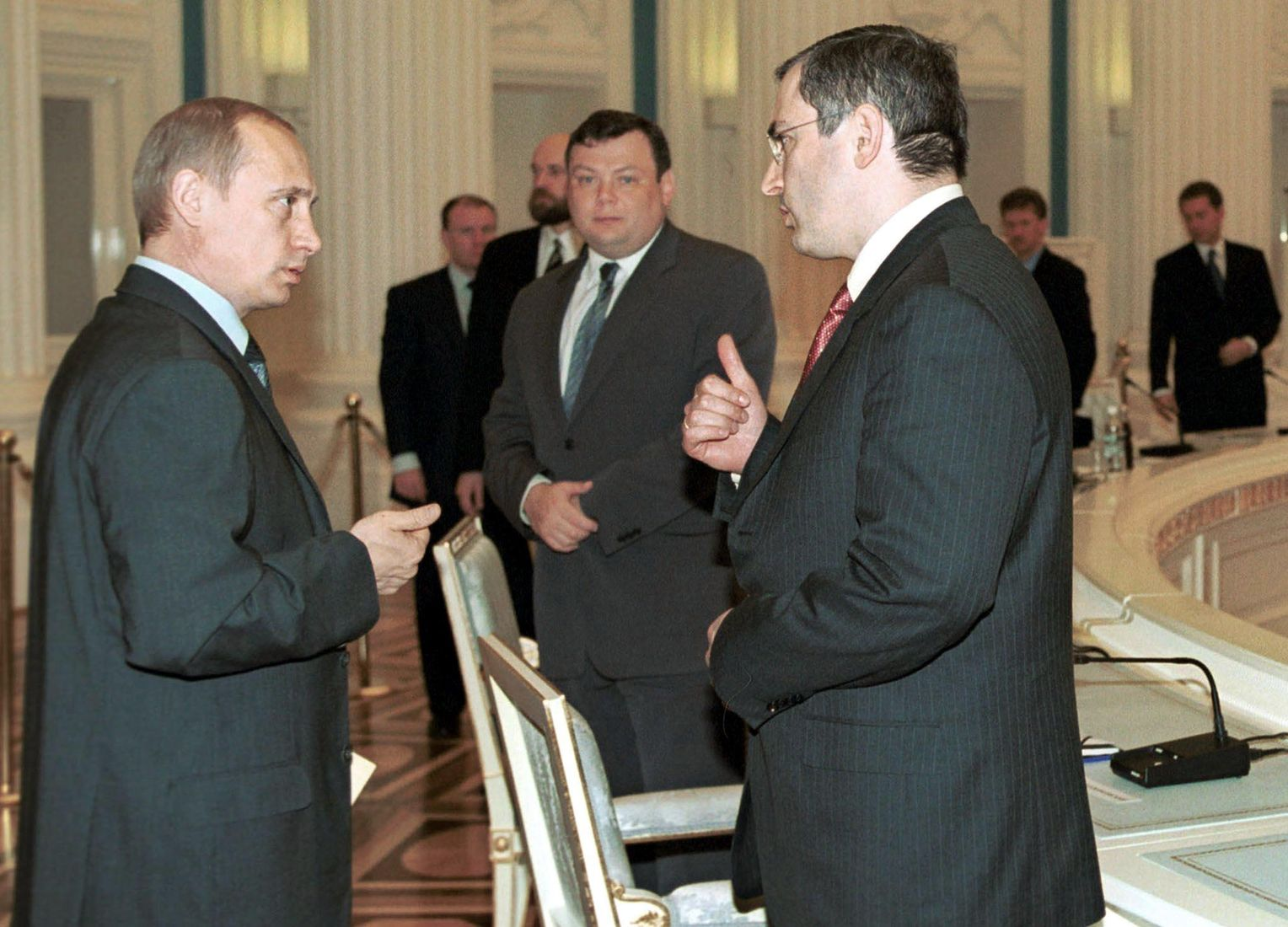
2001年、オリガルヒの代表格だったミハイル・ホドルコフスキー（右）と

エリツィン時代はエリツィンと側近および支持基盤の新興財閥「オリガルヒ」の時代であった。エゴール・ガイダル、アナトリー・チュバイスの急進的資本主義化は、混乱を招いていた。このような状況の中で台頭したのは国有財産であった企業を資本主義化の過程において、国有企業経営陣が、タダ同然で私物化して発生したのが、新興財閥オリガルヒである。オリガルヒはエリツィン政権と癒着して、出身企業以外の国有財産も買収またはタダ同然で払い下げを受けて私物化するようになり、エリツィン政権との癒着と、マスコミ支配によって政治的影響力を強めていった。こうした癒着は腐敗を生み、オリガルヒの納税回避により国家財政は危機に陥り軍の崩壊や金融危機の原因となった国債乱発を引き起こした。ガイダルの「中央銀行引き受け国債」乱発と急激な価格自由化はハイパーインフレを招き、年金生活者を中心に民衆が大打撃を受けたり、金融危機を招くなどロシア経済の混乱と国民の経済格差拡大を招いた。また中央が地方政府への補助を打ち切ったことと、ロシア連邦軍の崩壊のために中央集権の箍が緩んで、ロシアの各共和国は中央政府の威令を軽んじ　独立傾向を強めてロシアは第二次国家分解寸前の状況になった。
しかしエリツィンに首相として引き立てられたKGB出身のプーチンが大統領になると、プーチンは警察・軍出身者のシロヴィキを登用し、財政再建のため新興財閥オリガルヒの脱税を取り締まり始め、財閥と対決した。オリガルヒは所有するメディアでプーチンを攻撃したが、プーチンは脱税・横領などの捜査でウラジーミル・グシンスキーやミハイル・ホドルコフスキーといったオリガルヒを逮捕して制圧。恭順を誓った企業と和解し、恭順企業にメディアを支配させた。プーチンは企業の政治介入を排除し、恭順を誓ったオリガルヒに納税させ国家財政と崩壊寸前だったロシア軍を再建した。そして右派連合等オリガルヒ系政党を少数派に追いやり、与党・統一ロシア（前述の「統一」と「祖国・全ロシア」が合併して結成）に支持され権力を確立した。プーチン政権当初に首相を務めたミハイル・カシヤノフなど、プーチン政権内のオリガルヒと密接な関係にあるとされた政治家も遠ざけ、代わってシロヴィキやプーチンと同郷のサンクトペテルブルク出身者（サンクト派）を重用した。しかし、アルカディ・ローテンベルクとボリス・ローテンベルクのローテンベルク兄弟に代表されるようなプーチンと個人的に親しいオリガルヒは救済措置（ローテンベルク法）がとられるなど優遇された。

#### 2期目（2004年–2008年）

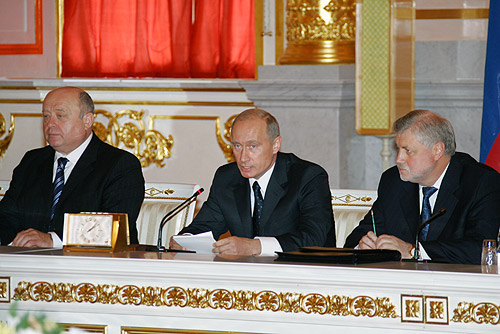
クレムリンにて当時の首相ミハイル・フラトコフ（左）、セルゲイ・ミロノフ上院議長（右）と（2005年）

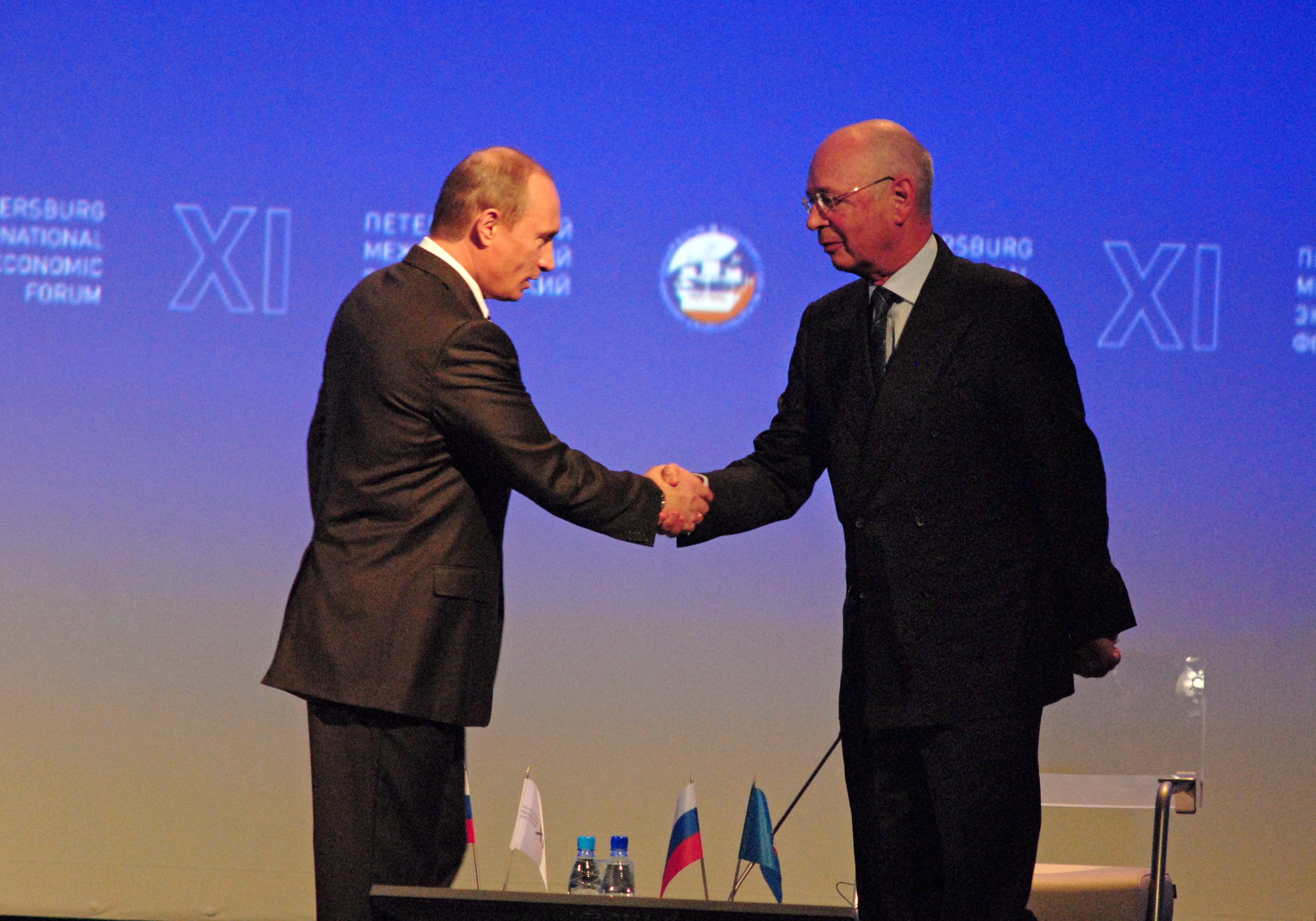
2007年、世界経済フォーラムロシアCEO円卓会議にて主宰のクラウス・シュワブ（右）と

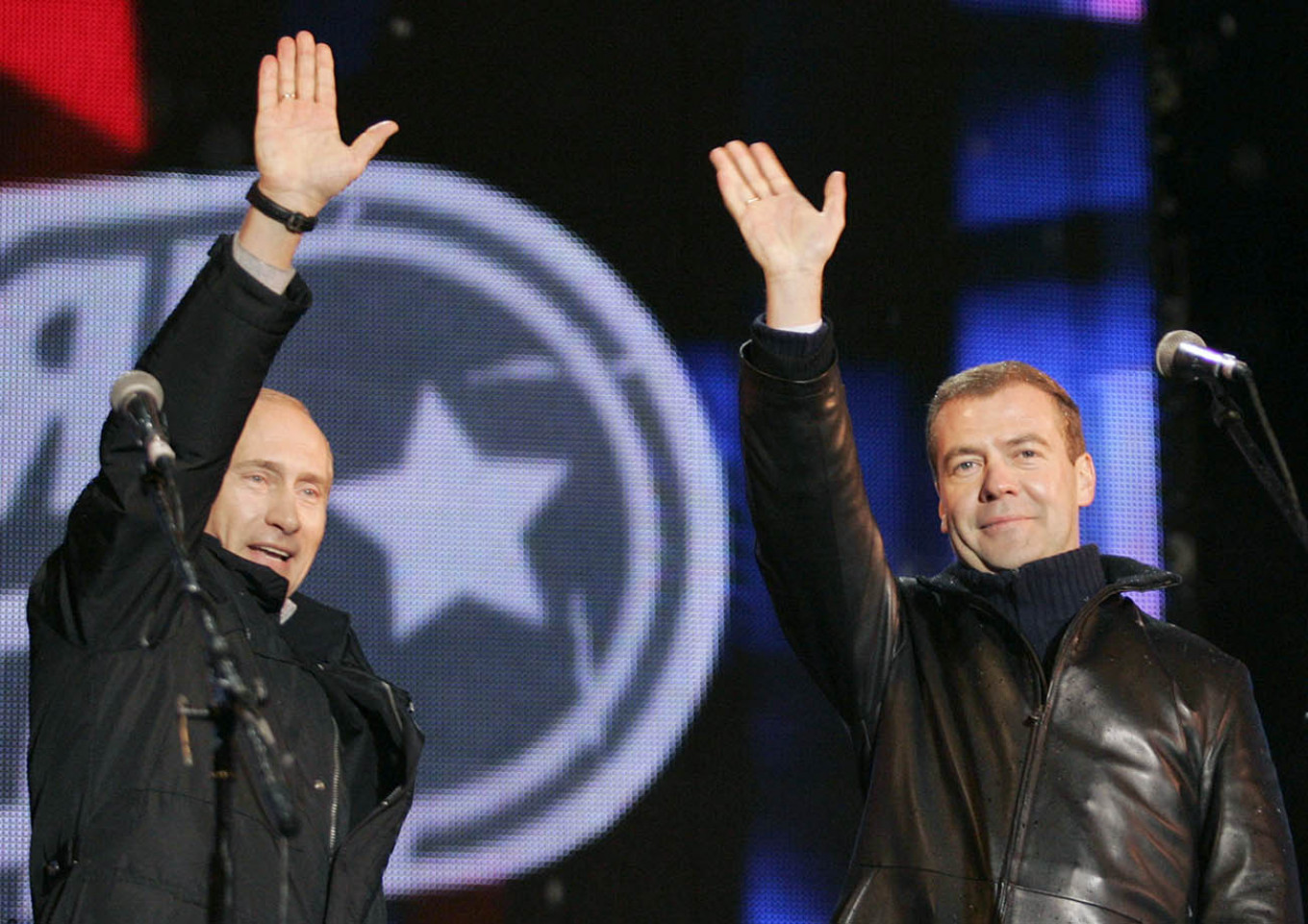
2008年ロシア連邦大統領選挙に勝利したドミートリー・メドヴェージェフ（右）とともにロックコンサート会場で支持者の声援を受けるプーチン（2008年）

プーチンは2期目となる2004年ロシア連邦大統領選挙に70パーセント以上の圧倒的な得票率で再選した。再選後の同年9月にベスラン学校占拠事件が発生したことからロシアの国家統一の必要性を理由として、地方の知事を直接選挙から大統領による任命制に改め、より一層の中央集権化を進め、大統領権限を強化した。
ロシア経済は原油価格の高騰に伴い2期目も実質GDP成長率で年6–8パーセント台の成長（2004年 – 2007年）を続けた。ただしその多くがエネルギー資源に依存していたため、その経済構造を是正し、より一層の経済発展を達成することを目的として、プーチンは2005年7月に製造業とハイテク産業の拠点とするための経済特区を設置する連邦法に署名した。それによって同年12月に6箇所の経済特区が設けられた。8年間のプーチン政権でロシア経済は危機を脱して大きく成長し、ロシア社会から高い支持と評価を受けている。国内総生産（GDP）は6倍に増大（購買力平価説では72パーセント）し、貧困は半分以下に減り、平均月給が80ドルから640ドルに増加し、実質GDPが150パーセントになった。
また、ロシア政府は2005年に国際通貨基金（IMF）からの債務、2006年にパリクラブからの債務を完済し、ロシア経済は安定して国際的な信用を取り戻した。この対外債務返済に大きく貢献したのが2004年に創設した政府系ファンドの「安定化基金」である。この基金は原油価格下落のリスクに備えるのを目的とし、原油の輸出関税と採掘税の税収を原油価格の高いときに基金に繰り入れ、資金を積み立てる構造になっていたが、この基金を利用することにより対外債務が返済された。その後2008年に安定化基金は原資となる税収に天然ガスと石油製品の輸出関税と天然ガスの採掘税を追加した上で「準備基金」と「国民福祉基金」に分割された。前者は従来のように原油価格下落時の対応を目的とし、後者は年金支払いの補充など国民福祉向上のために使われることを目的としている。
それでも依然として多くのロシア国民（2009年の時点で6人にひとりとも）が最低生活水準を下回る生活をしていることや、死亡率の高さにより人口が減少傾向にあることを憂慮し、2005年10月に「優先的国家プロジェクト」を大統領令によって立ち上げた。これは保健・教育・住宅建設・農業の4分野で改革を行って社会基盤を整備し、生活水準向上を目指す計画である。具体的には、このプロジェクトに沿って、保健分野では子育て支援や医師と看護師の給料増額など、教育分野では新大学の設立や奨学金制度の確立など、住宅分野では住宅ローンの規模拡大や住宅建設への融資など、農業分野では若い農業専門家に対する住宅の保障などが計画された。このプロジェクトを推進するため、大統領府長官のドミートリー・メドヴェージェフを同年11月に第一副首相に任命した。
しかしプーチン政権の2期目は経済成長の達成の裏で、その政治手法が強権的・独裁的だとして欧米諸国から強い非難を浴びることになる。オリガルヒが逮捕・投獄された後にオリガルヒが所有していた天然資源会社を政府の強い影響下に置いたことは大きな波紋を呼んだ。前述のように、2003年にユコス社の社長ミハイル・ホドルコフスキーが逮捕された後、ユコス社は脱税による追徴課税が祟って2006年8月1日に破産に追い込まれ、2007年5月3日に資産が競売により国営企業のロスネフチに落札された。だがこのような手法は、オリガルヒに膨大な富が集中したことに対して不満を持っていたロシア国民から支持を受けている。また、経済についてはロシアによるクリミア・セヴァストポリの編入に反発する米国からの経済制裁により近年経済成長率が低下しつつあり、年金制度改革を巡り国民から強い反発を受けている。
第二次チェチェン紛争での人権侵害などにより、ロシア国外の政府や人権団体からロシアの人権と自由について追及されている。また、非民主的（反民主的）で、非合法な（謀略的な）手法で支配力を行使し政治を行っていることも様々な調査で明らかになっている。また統計上は良くなったともされるロシア経済についても、その実態としてはウラジーミル・ヤクーニンのような一部のプーチンと親密な関係にある人物たちによって統制が行われてしまっていることがマスメディアの取材で明らかになっている。こうした統制は、ボリス・ネムツォフらプーチン政権の反対派によって厳しく批判されている。また、プーチン政権を批判していた人物が次々と不審な死を遂げ、ロシア政府による暗殺説が浮上したことも、欧米諸国にマイナスイメージを持たれる一因になった。2006年10月、反プーチンのロシア人女性ジャーナリストのアンナ・ポリトコフスカヤが、自宅アパート内にてルスタム・マフムドフによって射殺された。この事件にはロシア政府による何らかの関与があったとする見方がある。一方、プーチンはこの事件を「恐ろしく残酷な犯罪」としたうえで、「犯人が罰せられないことがあってはならない」と述べた。なお、この事件は2008年6月に容疑者4人が起訴され、捜査の終了が発表された。この事件のほか、プーチンを批判してイギリスに亡命し写真が公開されたKGB・FSBの元職員アレクサンドル・リトビネンコが2006年11月に死亡している。死亡原因として、「多量の放射能物質ポロニウムを食事などに混合されて摂取したため」とイギリス警察が発表し、当時の首相トニー・ブレアがロシア政府に対し協議したいと要望した。FSBによる暗殺だとする説も浮上した。イギリス政府内では、ロシア政府による暗殺との見方が強い。イギリス警察当局は、この事件で主犯とされる旧KGB元職員アンドレイ・ルゴボイ容疑者と実業家のドミトリー・コフトゥン容疑者の身柄引き渡しをロシア政府に求めた。ロシア側はこれに対し身柄引き渡しを拒否した。さらに、2007年6月21日にはイギリスに亡命したオリガルヒであるボリス・ベレゾフスキーへの暗殺計画が発覚し、その容疑者がロシアに強制送還される事件が起こっている。
ロシア連邦大統領は連続3選が憲法により禁止されているため、大統領退任後の去就が注目されていたが、2007年10月に開かれた与党・統一ロシアの第8回党大会で、大統領退任後は首相に就任して政界にとどまることに意欲を示した。 同年12月2日に行われたロシア下院選挙では統一ロシアの比例代表名簿第1位に記載され、同党の選挙大勝につながった。12月10日には後継として第一副首相のメドヴェージェフを指名し、2008年ロシア連邦大統領選挙で支持することを表明。2008年2月8日には「2020年までの発展戦略」を発表し、大統領退任後も政界にとどまる姿勢を見せた。この中でプーチンはエネルギー資源依存型経済からイノベーション主導型経済への移行と、そのための人的資本蓄積を教育改革と福祉の充実によって達成する必要性を説いている。同年3月に大統領選挙でプーチンが支持したメドヴェージェフが70パーセント以上の得票を集め大勝した。同年4月15日の第9回統一ロシア党大会でプーチンは同党の党首に就任することを受諾した。

### 首相職（2008年–2012年）

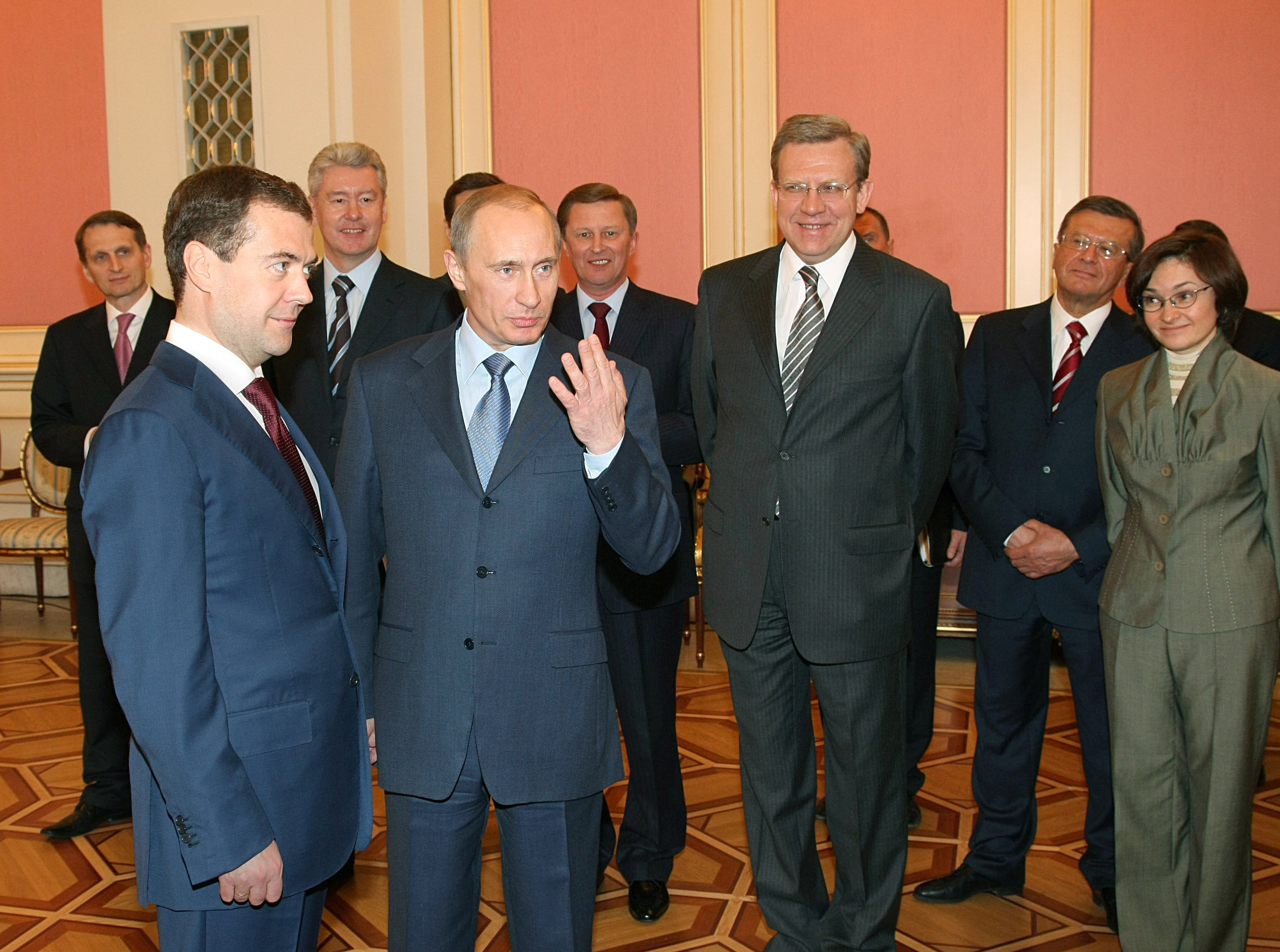
2008年、メドヴェージェフ、第2次プーチン内閣の閣僚たちと

2008年5月7日に大統領を退任したが、新しく大統領となったメドヴェージェフによって首相に指名され、翌日連邦議会下院で承認された。承認の前に下院で行った演説では、年金・最低賃金の引き上げや免税、インフレ率の抑制に努め、ロシアが世界有数の国際金融センターになることを目標にすると発言し、近い将来にロシアがイギリスを凌ぐ経済大国になると予測した。
首相就任によりメドヴェージェフとのタンデム体制となったが、プーチンは大統領を退いた後も事実上最高権力者として影響力を行使していると見なされることとなった。5月15日には、首相が議長となる「政府幹部会」を設置。この会は副首相だけでなく大統領が管轄する外相や国防相も参加する、事実上の最高意思決定機関である。また2000年に制定していた連邦管区大統領全権代表は代表権を失って首相のコンサルタント的な地位になり、さらに大統領による任命制に改められていた地方の知事を国家公務員にして首相の管轄下に置いた。
2008年11月5日に大統領のメドヴェージェフが年次報告演説を行い、その中で大統領の任期を4年から6年に延長することを提案したため、プーチンの大統領復帰説が流れ始めた。同年11月20日の第10回統一ロシア党大会では世界金融危機の対応に積極的な姿勢を見せ、外貨準備や前述の「準備基金」と「国民福祉基金」を利用して景気対策を行うことを提言した。また、「準備基金」からIMFに10億ドル（約950億円）を拠出する意向を示した。このような積極的な姿勢も、プーチンの大統領復帰説を強くする一因となった。プーチンは自身の大統領復帰説に対し、同年12月4日に行われた市民とのタウンミーティングにおいて、「2012年になれば分かる」として明言はしなかった。翌2009年には2012年ロシア連邦大統領選挙について出馬を最も強く示唆する発言を行い、経済危機にもかかわらず、有権者の間ではプーチンの人気は絶大で政界に君臨し続けた。
2010年1月30日、カリーニングラードにて、9,000人から12,000人に及ぶ人々が抗議集会を行った。 彼らは、「プーチンと彼の政府は違法行為と虚偽で出来ている」と主張した。この抗議には様々な団体が参加（多くの団体の旗が掲げられた）しており、「連帯」「ヤブロコ」「ロシア連邦共産党」「ロシア自由民主党」などが抗議に参加した。
2010年12月17日、プーチンは2015年までにロシア政府が使用するコンピュータのソフトウェア（OSを含む）を、Linuxをはじめとする自由ソフトウェアに置換するよう命じた。コンピュータのソフトウェアをアメリカの企業であるマイクロソフトに依存している現状からの脱却を目指すものであるとされている。
2011年9月24日、モスクワで開催された統一ロシアの党大会で2012年ロシア連邦大統領選挙に立候補を表明した。
2011年12月4日投開票の下院選挙において、プーチン率いる統一ロシアの不正を示す動画がYouTubeに投稿された。また、下院選挙に国際監視団を派遣した欧州安全保障協力機構は「水増しなどの不正操作が行われた」、欧州評議会は「多くの不正が行われ、政府による監視活動妨害があった」と発表した。ロシアの民間団体「選挙監視団」も統一ロシアの得票率が中央選管発表の49.3パーセントを大幅に下回る30パーセント以下だったとする調査結果を発表した。政府高官も「選挙違反はあったが、大規模で無い」と一部で不正があったことを認めた。このため選挙直後から不正疑惑をめぐって政権を批判するデモが開かれた（2011年ロシア反政府運動）。12月24日のデモにおいては、主催者側は12万人（警察発表3万人）が参加したと発表した。またプーチンは2011年12月、社会運動組織「全ロシア人民戦線」を結成し、自身が党首を務める統一ロシアより距離をおき始めた。
2012年3月4日に実施された2012年ロシア連邦大統領選挙で約63パーセントの得票率で当選した。4月には大統領就任後に統一ロシア党首を辞任する意向を示した。

### 大統領職再登板（2012年5月7日–現在）

#### 3期目（2012年–2018年）
2012年5月7日にクレムリンで行われた就任式典を経て、正式に第4代ロシア連邦大統領に就任した。2008年の憲法改正により、今任期からロシア連邦大統領の任期が6年となったため、任期満了は2018年となる。

#### 2014年クリミアの併合

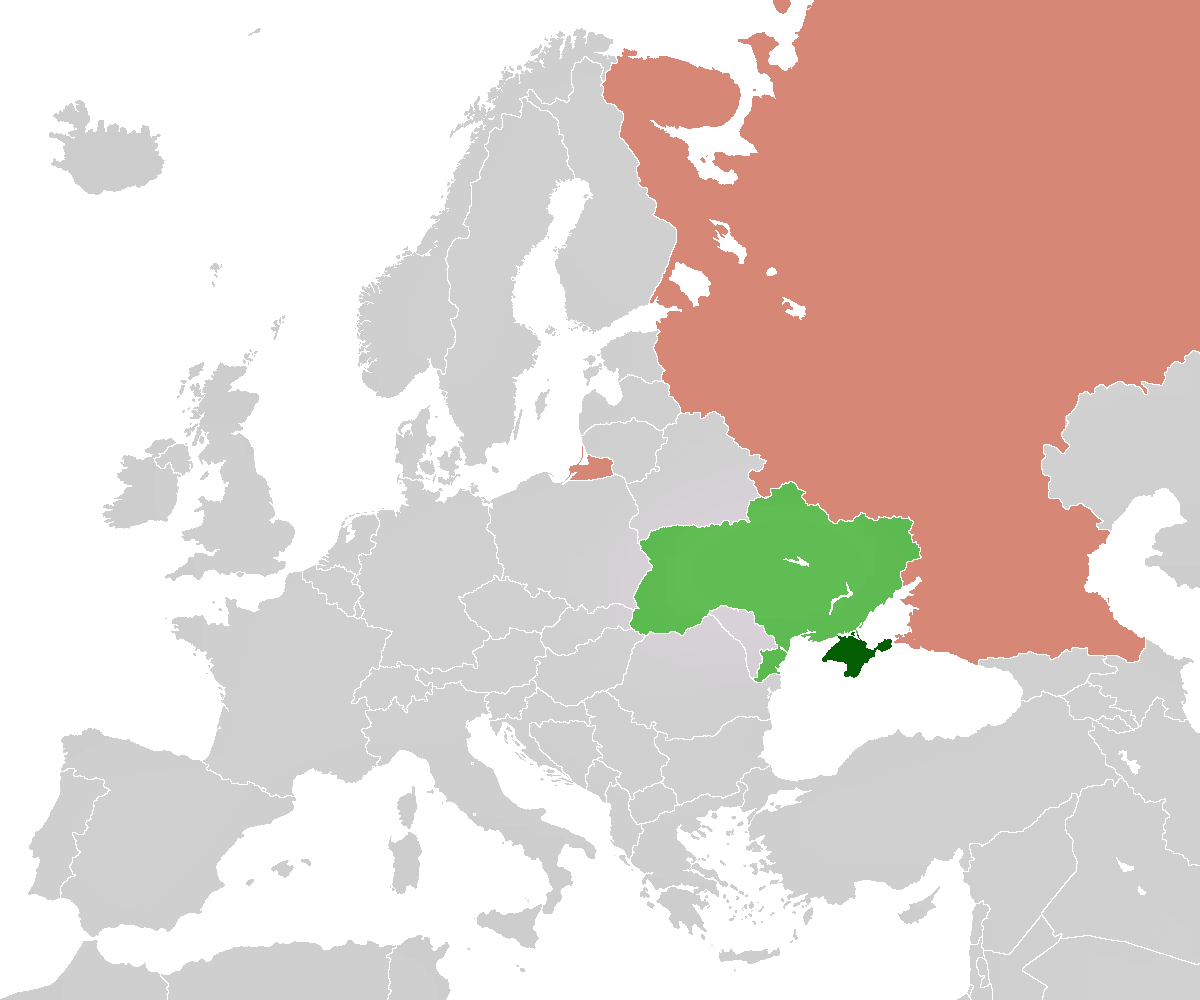
クリミア (濃緑), それ以外のウクライナ (薄緑) とロシア (薄赤)

2014年のロシアによるクリミアの併合は、国際的にウクライナの領土と見なされているクリミア半島を構成するクリミア自治共和国・セヴァストポリ特別市をロシア連邦の領土に加えるものである。2014年3月1日にプーチン大統領は、ロシア系住民の保護を理由に、ウクライナへのロシア軍投入の承認を上院に求め、上院はこれを全会一致で承認した。3月18日にロシア、クリミア、セヴァストポリの3者が「クリミア共和国をロシア連邦に編入し、ロシア連邦に新たな連邦構成主体を設立することに関するロシア連邦とクリミア共和国との間の条約」に調印し、この条約は4月1日に発効した。これは、1991年のソビエト連邦崩壊・ロシア連邦成立後初の、ロシアにとって本格的な領土拡大となった。クリミアとセヴァストポリにおける住民投票、独立宣言、併合要望決議、そしてロシアとの条約締結という段階を踏んで併合宣言が行われたが、国際連合やウクライナ、そして日本を含む西側諸国などは主権・領土の一体性やウクライナ憲法違反などを理由としてこれを認めず、併合は国際的な承認を得られていない。
2017年7月21日にロシア南部ソチで開かれた青少年との対話集会で、今後について「（大統領選挙再出馬を決めるまでの）時間はまだある」「大統領職から去るかどうかはまだ決めていない」「大統領退任後も政治活動は可能だ。回顧録を書くだけにはならない」「希少生物の保護など環境保護に興味がある」などと語った。
2017年12月6日に翌年実施予定の2018年ロシア連邦大統領選挙に出馬することを表明した。
2018年3月18日の2018年ロシア連邦大統領選挙では得票率76パーセントで圧勝し、任期満了は2024年となった。

#### 4期目（2018年–）
2020年1月15日に行った年次教書演説で大統領権限の一部を議会に移管すると共に、国家評議会の権限を強化する方針を表明し、大統領を退任する2024年以降も権力を保持するための布石とも推測された。またこの権限強化により事実上終身大統領となる事が可能になるため、国内では野党から懸念が示されている。
2020年12月、大統領経験者に従来の在職中のみから生涯にわたって訴追されない不逮捕特権の免責権利の保障を改正法案に署名し、2021年7月から発効。

#### 2022年ロシアのウクライナ侵攻

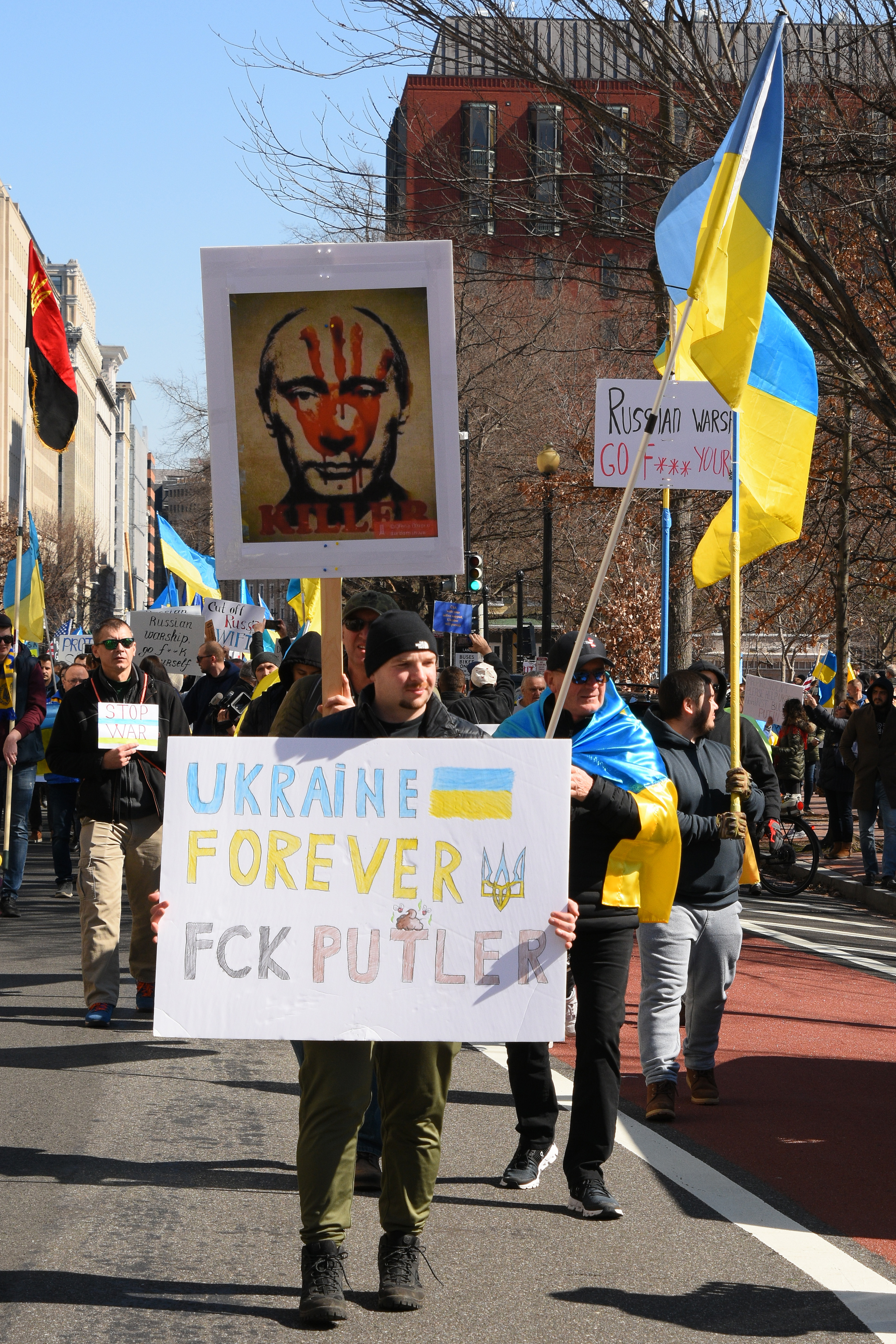
ウクライナ侵攻に反対するデモ。米ワシントンD.C.にて。

2022年2月24日、ロシア軍にウクライナの非軍事化を目的とした特別軍事作戦を承認し、ロシアによるウクライナ侵攻が始まった。ロシア国民によるウクライナ侵攻に対する抗議運動は2月24日の侵攻直後から国内全土で始まったが、政府は激しい弾圧を行い、多くの市民が逮捕された。プーチンは、「我々（特にロシア民族はそうなのだが、いかなる民族も）は、真の愛国者たちと裏切り者を区別でき、たまたま口の中に入ったハエのように、やつら（裏切り者）を吐き出すことができる」などと述べた。
同年10月12日 、米政治学者イアン・ブレマーはプーチンと米実業家のイーロン・マスクが同年9月に直接話したと語り、「マスク氏は私に、プーチン氏やロシア政府と直接、ウクライナについて話したと言っていた。ロシア側にとって越えてはならない一線とは何かという話もしていた」とTwitter上で言明した。
2023年3月17日にウクライナの子供の違法連行によって、国際刑事裁判所（ICC）から逮捕状が出された。しかしながらロシアはICCに加盟しておらず、ICCには容疑者を逮捕する権限はなくICC加盟国内でしか管轄権を行使できないため、この動きが何か大きな影響をもたらす可能性は極めて低いと見られる。
2023年6月には、民間軍事会社ワグネル・グループのエフゲニー・プリゴジンがプーチンに反旗を翻し、モスクワを目指して進軍を行うが蜂起は失敗に終わる。プーチンは、「反逆者として武装反乱を準備し、テロリストの手段をとった者は全員が処罰される」と述べた。また、この反乱を受けてロシア連邦軍将校15人が停職や解雇の処分を受けたと報じられている。
その後、8月23日にプリゴジンは飛行機事故で死亡した。プーチンは、プリゴジンの死に対し「人生において深刻な過ちをいくつか犯した」「有能な人物」と哀悼の意を表した。
2024年2月16日、ロシア当局が命じたとされる毒殺未遂事件から収監されていた、プーチンの政敵で野党の（帝政ロシアの絶対君主制に似た独裁政権の、現ロシア専制政治体制に対し）ロシア反政権運動の指導者アレクセイ・ナワリヌイが、収監されていた北極圏の刑務所で死亡したとロシアの刑務所当局は発表した。
2024年3月17日、2024年ロシア大統領選挙において5選された。仮に2030年までの任期を全う出来れば、ソ連成立以降の国家元首の在任期間では既にレオニード・ブレジネフを上回っており、ヨシフ・スターリンに並ぶことになる。

## 年譜
- 1952年10月7日
レニングラード（サンクトペテルブルク）に生まれる。
- 1975年
レニングラード大学法学部を卒業し、ソビエト連邦国家保安委員会に勤務。KGBレニングラード局第1課（人事課）に配属。
- 1984年
KGB赤旗大学に入校。
- 1985年
東ドイツに派遣。ドレスデンのソ独友好会館館長をカバーとして、ソ連人学生を監督。 KGBドレスデン支部で北大西洋条約機構（NATO）の情報収集などの任務にあたる[88]。
- 1990年
故郷レニングラードに戻り、国際問題担当レニングラード大学学長補佐官。
- 1991年12月
サンクトペテルブルク市対外関係委員会議長。
- 1992年
中佐の階級で予備役編入。サンクトペテルブルク市副市長。
- 1994年3月
サンクトペテルブルク市第一副市長。
- 1996年6月
ロシア連邦大統領府総務局次長に就任し、中央政界に転じる。
- 1997年3月
ロシア連邦大統領府監督総局長。
- 1998年5月
ロシア連邦大統領府第一副長官。
- 1998年7月
ロシア連邦保安庁長官に就任する。
- 1999年3月
ロシア連邦保安庁長官とロシア連邦安全保障会議書記を兼任。
- 1999年8月9日
当時の大統領ボリス・エリツィンにより第一副首相に指名される（同日に首相のステパーシンが退陣したため、そのまま首相代行となる）。8月16日に首相に就任。
- 1999年12月31日
引退を宣言したボリス・エリツィンにより大統領代行に指名。
- 2000年3月26日
大統領選挙にて過半数の得票を受けて当選。
- 2000年5月7日
第2代ロシア連邦大統領に就任。
- 2004年2月24日
ミハイル・カシヤノフ内閣を総辞職させる。
- 2004年3月5日
ミハイル・フラトコフを首相に指名。
- 2004年3月14日
大統領選挙にて再選を果たす。
- 2005年12月
ヨーロッパ柔道連盟名誉会長に就任。
- 2007年9月12日
ミハイル・フラトコフ内閣を総辞職させ、ヴィクトル・ズプコフを首相に指名。
- 2008年4月
ルードヴィ・ノーベル賞を受賞[89]。
- 2008年5月7日
大統領を退任し、同日に統一ロシア党首に就任した。翌日に首相に就任。
- 2012年3月5日
大統領選挙で2度目の再選を果たす。
- 2012年5月7日
第4代ロシア連邦大統領に就任。
- 2018年3月18日
大統領選挙にて得票率76パーセントで圧勝。
- 2022年2月24日
ウクライナへの軍事侵攻を開始。
- 2022年9月21日
部分的動員を決定。

## 政治姿勢

### 内政

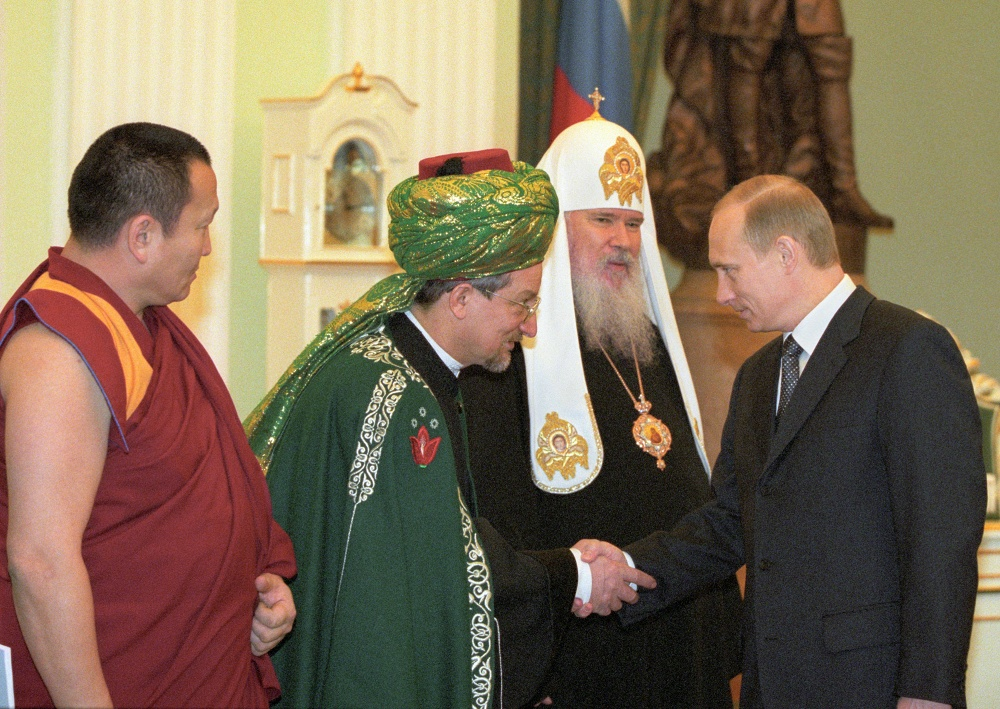
ロシア国内の宗教指導者達と。左から仏教・イスラーム・正教（アレクシイ2世）。（2001年2月）

プーチンはソ連時代の「強いロシア」の再建を標榜しており、ロシアの伝統的政治手法として、ソ連国歌のメロディ復活やレーニン廟の埋葬に反対などに代表されるように国民の愛国心に訴え、政府に対する求心力を強化しようとする政治家として知られる。
他方で宗教を徹底的に弾圧したソ連時代とは一線を画し、ロシア正教会を保護すると共に密接な関係を築いている。2007年のロシア正教会と在外ロシア正教会の和解を斡旋し、和解の聖体礼儀に出席もしてスピーチを行った。また2022年には、モスクワ総主教キリル1世により「主席エクソシスト」に任命されるなど、ロシア正教会との関係は強い。一方、イスラム教に対してはロシア正教会ほどに結び付きはなく、ロシア国内でのイスラーム主義勢力の監視・活動制限、コーカサス地方では武装イスラーム主義勢力との対決姿勢を鮮明にしてもいるが、タタールスタンのカザン・クレムリンにおいて巨大なモスクも再建したシャイミーエフのような穏健的な存在とは協力関係を築くなど、硬軟織り交ぜた対応がみられる。また、ユダヤ教も庇護しており、ベレル・ラザル首席ラビとは友好関係を築いている。
プーチン政権は独裁色が強いとロシア国外のメディアで報じられることがある。ロシア情報公開擁護財団によると、ロシアでは1999年から2006年までに128人のジャーナリストが死亡・もしくは行方不明となっており、プーチン政権がこれらの事件に関わっているのではないかとの疑惑が浮上している（この点に関してミハイル・ゴルバチョフは、ロシアではジャーナリストが不審な死を遂げる事件がエリツィン政権時代から頻発しており、いずれも真相が明らかにされていないため、政権の関与が疑われてしまうと発言している）。この件に関しては、国際社会でもチェチェン独立派勢力への人権侵害と相まって非難されている。また、その圧倒的な支持を背景に自身の強いリーダーシップをもって中央集権化を推進するプーチンの姿勢は権威主義的であると言われ、「ツァーリ」と呼ばれることもある。作家からは「5人目のスターリンだ」と評する向きもある。しかし、『TIME』誌に「自由より先に秩序を選択した」とあるように、エリツィン政権で治安が悪化し経済も崩壊したロシア社会に強力な指導力で秩序と安定をもたらしたという見方もでき、エリツィン時代の生活を知る国民から一定の支持を受ける要因となっている。プーチン自身は自らの立場を「法の独裁」という言葉を用いて説明している。
国民との対話を重視しており、大統領に就任した2001年以降は毎年チャンネル1を始めとするテレビ局のスタジオに登場し、国民との直接対話を交えながら討論を行うのが恒例となっている。

### アメリカ合衆国・ヨーロッパ

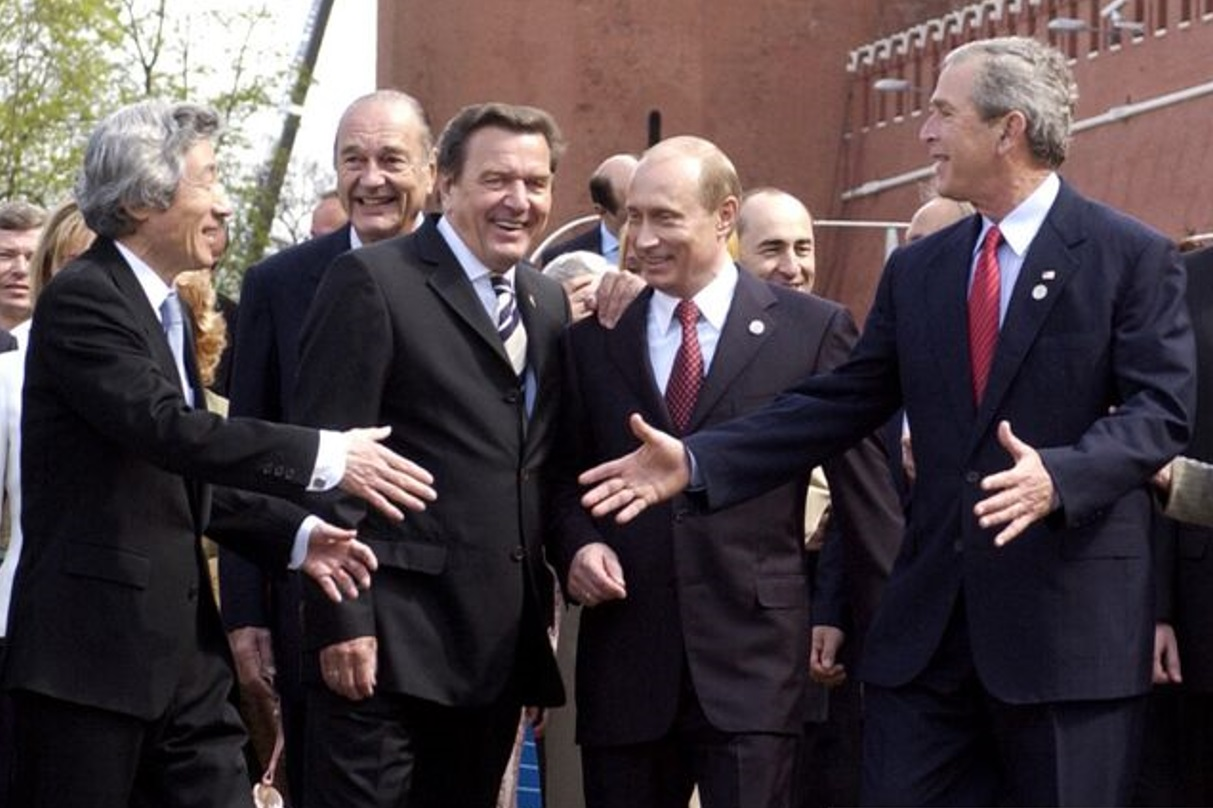
モスクワで開かれた戦勝60周年記念式典にて各国首脳と。左から日本国首相の小泉純一郎、フランス大統領のジャック・シラク、ドイツ首相のゲアハルト・シュレーダー、プーチン、アメリカ大統領のジョージ・W・ブッシュ（役職は全て当時のもの、2005年）

2001年9月11日のアメリカ同時多発テロ事件以来プーチンはテロとの戦いにおいてアメリカとの協調姿勢を見せた。同時多発テロ後にアメリカ軍がアフガニスタンに侵攻を行う際には、ロシア国内の保守派からの反発があったにもかかわらず、同年9月24日のテレビ演説でかつてソビエト連邦を構成していた中央アジア諸国にアメリカ軍の駐留を認めることやその他の具体的協力を掲げる「対米協力五項目」を謳ってアメリカへの支援を行った。アメリカとの協調路線を選んだのは、ロシアもチェチェン勢力によるテロに悩ませられていたため、アメリカと協調して国際的なテロ包囲網を構築することでチェチェン勢力のテロ攻撃を封じ込もうとしたからであった。
しかし次第にプーチンはアメリカの一極支配に抵抗する構えを見せるようになる。2003年に勃発したイラク戦争においてロシアは戦争に反対してアメリカと距離をおき、同じく戦争慎重派のフランス・ドイツ・中国との連携を強化した。2007年2月にドイツのミュンヘンで行われた「ミュンヘン国防政策国際会議」では、アメリカの一極支配体制は受け入れられないだけで無く、その行動は紛争の解決手段にならず、むしろ人道的な悲劇や新たな緊張が生じる原因となっているとして、アメリカの一極支配体制を批判した。
アメリカが東ヨーロッパ諸国と接近して影響力を高めようとする行動には警戒感を示し、「アメリカにとっても東ヨーロッパ諸国にとっても良いことでは無い」と発言している。特に、アメリカが「イランと北朝鮮への対抗」としてチェコとポーランドにミサイル防衛（MD）システム配備を計画していることに対しては、このシステムが対ロシア用だという疑念を持ち、強い反発を示した。プーチンはこの代替案としてアゼルバイジャンにあるロシアのレーダー施設の共同使用や、トルコやイラクへの配備を促したが、結局アメリカはチェコと2008年7月に、ポーランドと同年8月にMDシステム配備協定に調印した。

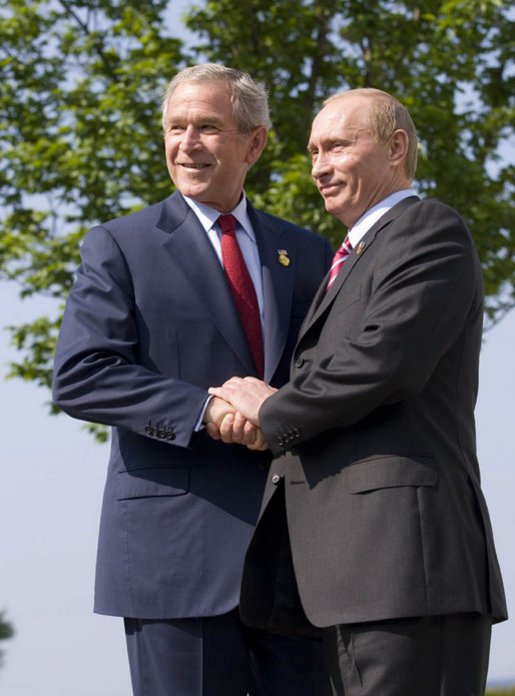
ハイリゲンダムサミットにてアメリカ大統領ジョージ・W・ブッシュ（左）と（2007年）

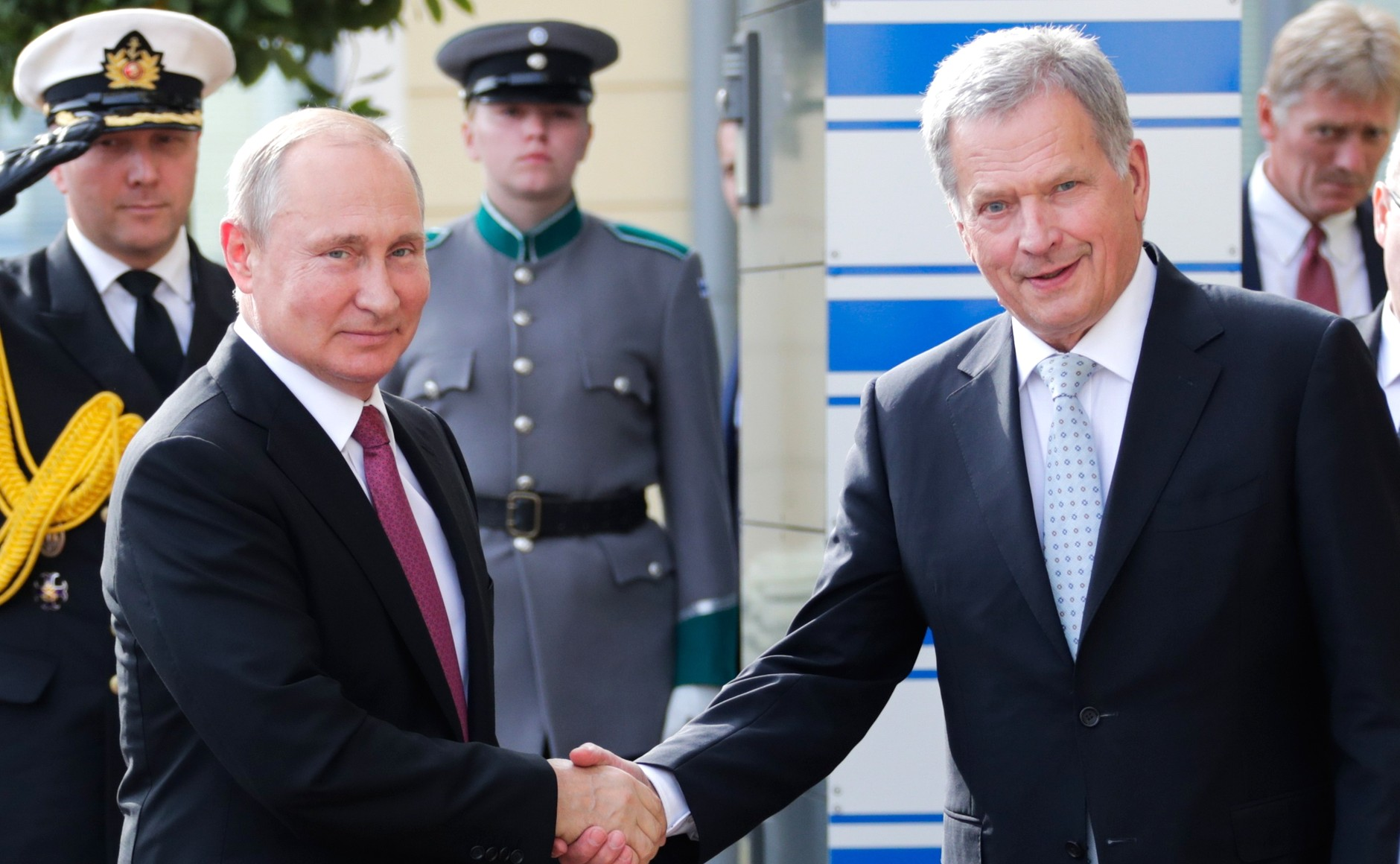
フィンランド大統領ニーニストとプーチン（2019年8月）

北大西洋条約機構（NATO）の東方拡大（東ヨーロッパ諸国と旧ソ連諸国に加盟国を拡大）については強く反発している。そのためプーチンは2007年4月の年次教書演説で、ヨーロッパ各国による通常兵器の配備の上限を定めたヨーロッパ通常戦力条約をNATO諸国が批准していないことを理由に、同条約の履行を停止することを表明した。そしてプーチンは同年7月に履行停止の大統領令に署名し、上下両院で採択された履行停止法案に同年11月署名した。2008年4月のNATO首脳との会談では欧米諸国が妥協した場合は再び同条約を履行する意思を示したが、NATOの東方拡大に対しては「ロシアにとっての直接的な脅威」だとして反対の姿勢を崩さなかった。
ロシアにとって欧州連合（EU）諸国は最大級の貿易相手である。その中でプーチンはドイツの首相シュレーダーとの個人的な友好関係からドイツと緊密な関係を築いた。その後首相がアンゲラ・メルケルに代わったのちも、ドイツとは「戦略的パートナーシップ」を維持している。しかしEU諸国とはコソボの地位問題などで意見の相違も見られる。アメリカと共にEU諸国が支持したコソボ独立には、セルビアに同調して独立に反対し、「コソボはセルビアの一部」だという立場を取っている。プーチンは、EU諸国やアメリカによるコソボ独立の承認について、長期間にわたって構築されてきた国際関係を崩壊に追い込む「恐ろしい前例」になると発言した。

#### 旧ソ連諸国

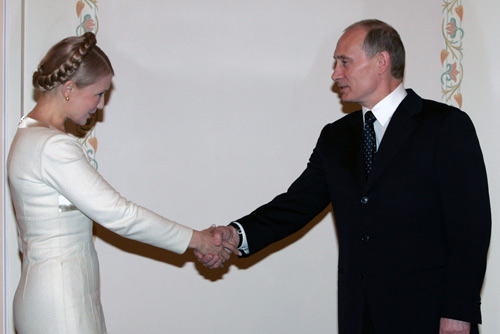
2008年、ウクライナの首相ユーリヤ・ティモシェンコ（左）と

旧ソビエト連邦の構成国だったグルジアで2003年にバラ革命、同じく構成国だったウクライナで2004年にオレンジ革命が発生し、以降両国がロシアよりもアメリカとの関係を重視するようになると、両国に対してプーチンは強硬な手段で臨むこともあった。ウクライナには、2006年1月に天然ガス価格を引上げを表明し、これを拒否したウクライナへの流量を減らすなどの強硬手段をとってロシア・ウクライナガス紛争を引き起こした。グルジアには、プーチンが北京オリンピックの開会式に出席している最中に起きた2008年8月7日にグルジアが同国自治州の南オセチアに侵攻したことに対し、南オセチアの独立を支持する立場から「報復」を宣言し、翌8月8日、ロシア連邦軍を派遣して南オセチアに軍事介入を行った。グルジアの侵攻の原因については、同年8月28日にアメリカのテレビ局CNNとのインタビューで、「2008年アメリカ合衆国大統領選挙で共和党候補者のジョン・マケインを優位にするためにブッシュ政権がわざと起こしたものだ」として、アメリカのブッシュ政権を厳しく非難して新冷戦と呼ばれる様相を呈した。2011年10月にはベラルーシ・カザフスタンとロシアがEU型の地域統合をおこなうユーラシア連合を構想する寄稿を行っている。

#### アジア太平洋

##### 日本

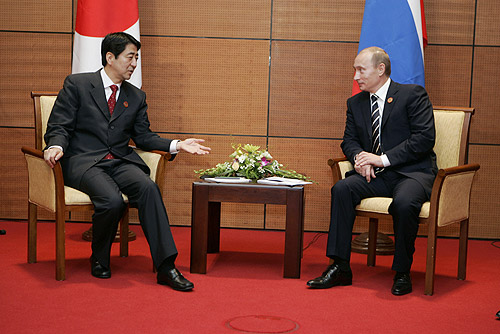
APEC首脳会議にて、日本の首相安倍晋三（左）と（2006年11月）

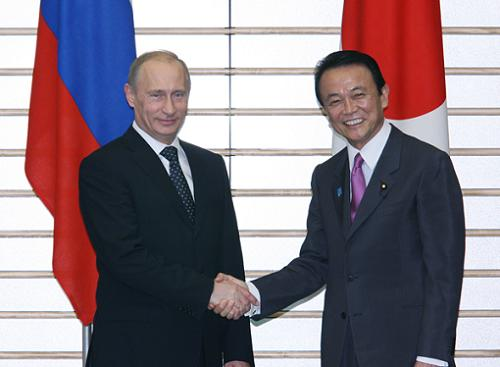
2009年5月12日、連邦政府議長在任時のプーチン（左）と内閣総理大臣麻生太郎（右）

大統領就任当初から戦略的に投資の誘致や天然資源の輸出先として日本市場を重視し、2005年11月の来日時には100人以上の財界人を引き連れて日本側に投資の促進を訴えた。自衛隊とロシア連邦軍の救難訓練も毎年行われるようになり、日本と平和条約を締結することに意欲的な姿勢を示しているものの、基本的に日ソ共同宣言を根拠にした2島返還論を推奨しており、未だ解決には至っていない。来日時には日ソ共同宣言に基づき、2島を「譲渡」することで日本側を説得しようとした。その後も北方領土問題の解決と平和条約締結に意欲を見せるものの、問題が解決に至らないのは日ソ共同宣言を履行しない日本側の責任であるとしている。2001年の日露首脳会談には、当時の日本の首相森喜朗とともに「イルクーツク声明」を発表し、同宣言が平和条約締結の交渉の出発点であることを確認した。ただし、同宣言にある2島返還論は主権返還ではないとしている。北方領土はソ連が領土回復させたとする歴史認識を述べており、プーチンが監督するロシア地理協会は北方領土の島に対日戦を指揮したソビエト連邦軍将校の名前を名づけた。2005年の来日時前、ロシア国内向けテレビ番組に出演した際には「北方領土の主権が現在ロシアにあることは国際法で確立され、第二次世界大戦の結果であるので、この点については交渉するつもりはない」と発言した。2016年5月20日には会見で「北方領土は1つとして売らない」とも発言しており、北方領土で軍事演習や対日戦勝記念パレードを行い、北方領土の基地化も進めて日本政府の抗議を受けており、北方領土を経済特区に指定し、北方領土に新型ミサイルも配備し、北方領土の土地無償分与を始めるなど、日本の領土返還要求を牽制する態度も示している。なお、プーチンはウクライナ侵攻に伴う制裁の一環で日本国政府より資産凍結の対象者に指定されている。

##### 中国

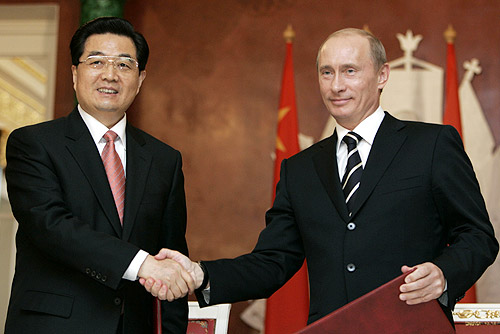
中国の胡錦濤総書記（左）と（2007年）

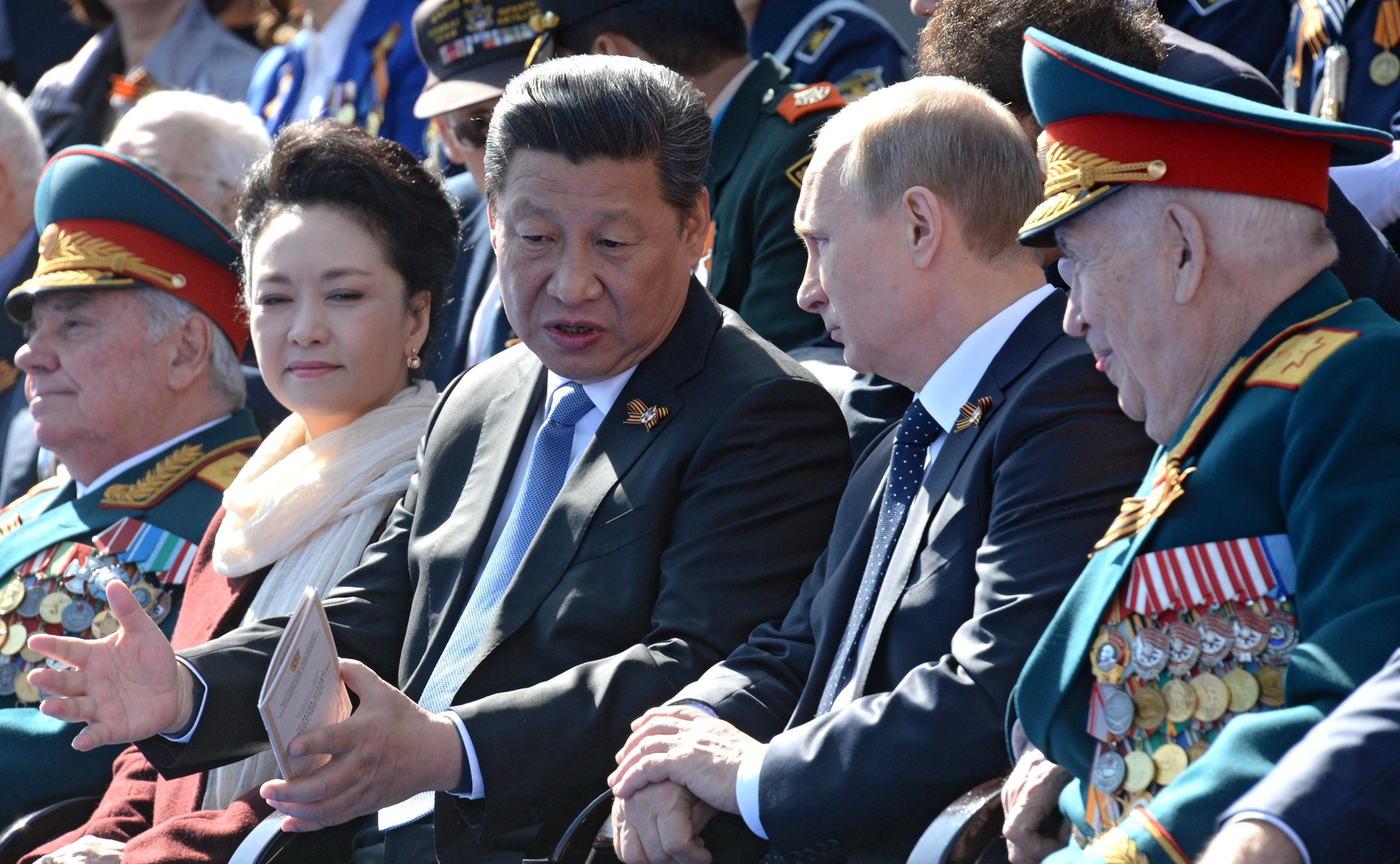
中国の習近平総書記（左）と（2015年）

アメリカへの対抗上同じ国際連合安全保障理事会常任理事国であり、ヨーロッパ連合に代わってロシア最大の貿易相手国にもなった同じ中華人民共和国との提携をより重視しており、プーチンは度々「中国とは戦略的パートナー以上の関係にあり、日本とはその域に達していない」と述べており、日本との領土問題で取引はしないとする一方で「中国と同じ程度の高度な信頼関係」を築ければ妥協できる可能性も示唆している。中露国境問題も実効支配地域を割譲することで中華人民共和国に譲歩する形で解決し、平和条約である中露善隣友好協力条約を結んでいる。中国の協力でロシア国内のネット検閲を推し進め、サハリンと北方領土を結ぶ通信網を中国企業のファーウェイに敷設させた際は中国とロシアは日本政府からともに抗議されており、2019年2月に開通させた。2019年6月にはロシア初の5G通信網の開発でファーウェイと合意し、プーチンはファーウェイ問題でのアメリカの動きを「デジタル世代で初のテクノロジー戦争」と批判した。地続きの中国とは同江鉄路大橋と黒河・ブラゴヴェシチェンスク大橋を結び、東シベリア・太平洋石油パイプラインやパワー・オブ・シベリア（シベリアの力とも呼ばれる）を建設して天然資源を積極的に輸出し、ロスネフチやヤマルLNGに中国企業は出資した。日米が推進している環太平洋戦略的経済連携協定（TPP）やインド太平洋戦略に否定的で、中国の習近平総書記（国家主席）の唱える一帯一路を支持し、「大ユーラシア・パートナーシップ」構想を提唱して第一段階として中国と連携する方針を2016年6月のサンクトペテルブルク国際経済フォーラム（SPIEF）で発表し、2017年5月、北京での一帯一路国際協力サミットフォーラム（BRF）でプーチンは同構想を演説し、2018年5月にユーラシア経済連合（EEU）と中国の貿易経済協力協定が締結され、翌2019年のBRFとSPIEFに出席したプーチン大統領と習総書記は一帯一路と同構想への協力で一致して中露共同声明で一帯一路と同構想の共同構築を掲げた。軍事的にもS-400やSu-35などのようなロシアの最新鋭兵器も供与し、NATOの対抗軸ともされる上海協力機構（SCO）を結成して中国人民解放軍とは日本海の海域と空域で長距離戦略爆撃機による初の共同警戒監視活動や海上合同軍事演習で上陸訓練も行い、ミサイル防衛でも共同演習を実施し、米露のみが有していた弾道ミサイル早期警戒システム（BMEWS）の中国での構築を秘密裏に支援していることも明かしている。2015年のモスクワの対独戦勝70周年記念パレードと北京の中国人民抗日戦争・世界反ファシズム戦争勝利70周年記念式典の何れも中国の習総書記の隣に座って歴史上初めて赤の広場と天安門広場にロシア連邦軍と中国人民解放軍の兵士が行進した。2018年9月にロシア極東で行ったロシア史上最大の演習「ボストーク2018」は中国とSCOのオブザーバーであるモンゴルが初参加してソ連史上最大の演習である「ザーパド81」を超える規模となり、その際にロシアのセルゲイ・ショイグ国防相がモンゴルと中国を「同盟国」と呼んで注目され、視察に訪れたプーチンも「我々は必要であれば同盟国を支援する」と演説して中国人民解放軍兵士4名とモンゴル国軍兵士2名に褒章のメダルを与えた。プーチンは緊密な中露関係を理由に中国との軍事同盟は2020年時点で必要無いとしつつ「理論的には十分想像でき、原則として排除するつもりは無い」とも発言している。また、プーチンはロシア最高位勲章の聖アンドレイ勲章を初の旧ソビエト連邦構成共和国では無い外国要人である習近平国家主席に授与し、中国の最高位勲章の友誼勲章の初の授章者にもなっている。また、中露関係をめぐっては家族について異例の言及を行い、自身の娘は中国語を学び、孫娘も北京出身の子守に教わって流暢な中国語を話すと発言している。

### 安全保障

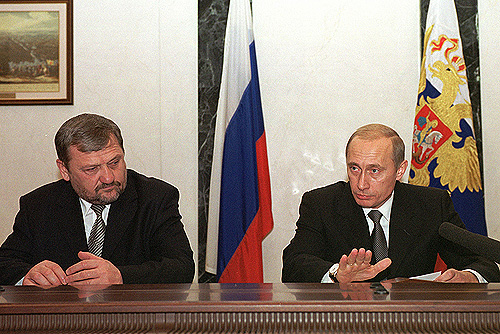
チェチェン共和国のアフマド・カディロフ大統領（当時）と（2002年）

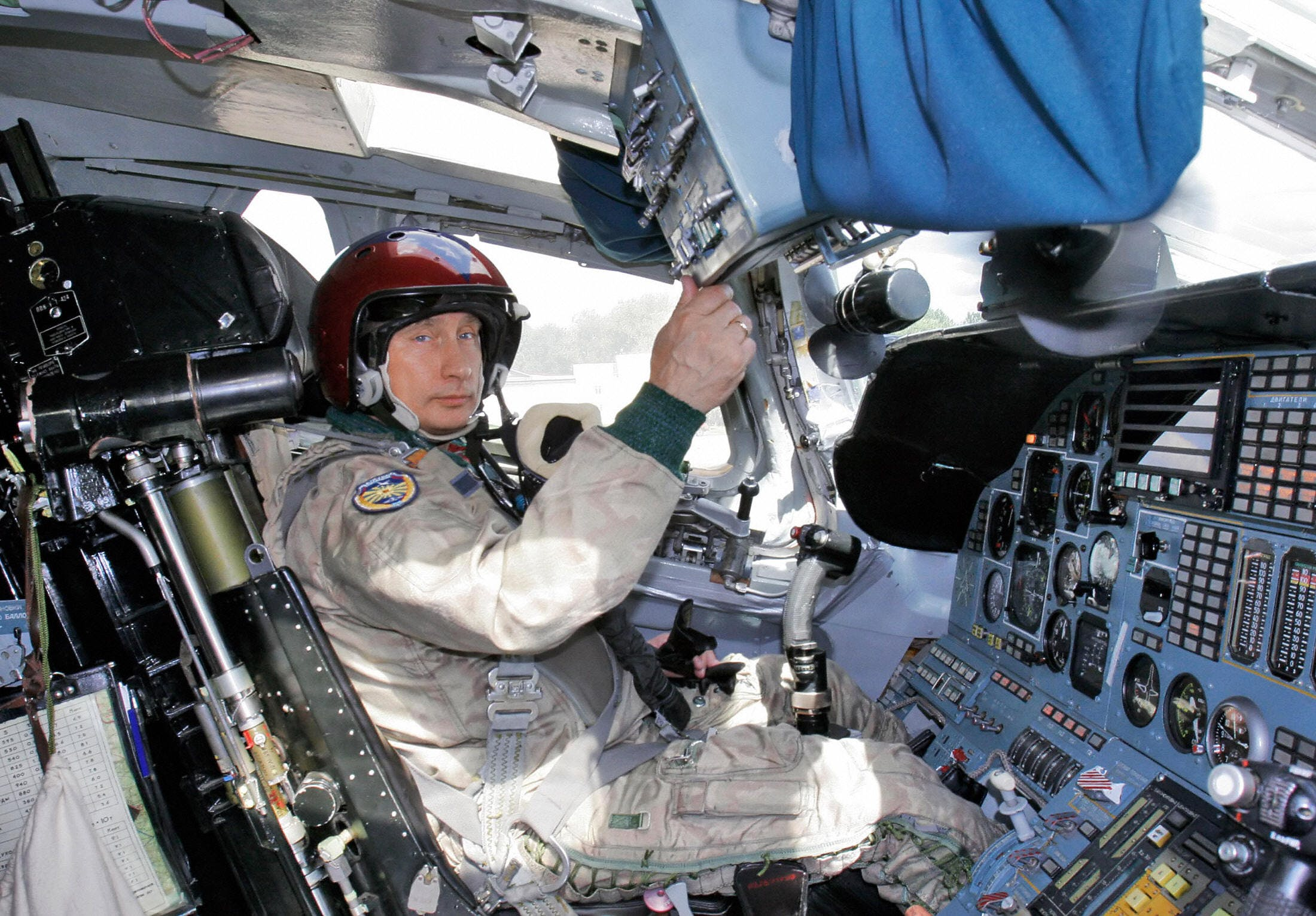
2005年、長距離戦略爆撃機・tu-160に搭乗するプーチン

就任直後からチェチェン人の武装集団によってロシアの主要都市へテロが頻発すると、これを口実にチェチェンへの武力侵攻を強化した。ロシア軍はチェチェン各地で殺戮・強姦などの人権侵害を行い、これが更なるテロを誘発する原因となった。2002年のモスクワ劇場占拠事件では、立て籠もるテロリストを鎮圧するために有毒ガスの使用を許可した。その結果テロは鎮圧されたが、人質の市民も巻き添えとなり、100名を超える市民が死亡する惨事となってしまった。2006年に首謀者であるシャミル・バサエフをロシア特務機関が殺害してからチェチェン情勢は一応の安定を見せているものの、今でもチェチェン独立派の犯行と見られる小規模なテロが頻発している。
このように独立派に対しては武力を以って制する一方、第二次チェチェン紛争時にはイスラム原理主義の浸透に反感を抱くアフマド・カディロフ等の帰順に成功し、彼らの非正規部隊をロシア連邦軍や内務省の指揮下にあるロシア国内軍などの正規軍に編入している。2007年1月まで投降者には刑事訴追の免除等の恩赦が約束されていた。また有力者には行政府の地位やロスネフチの子会社であるグロズネフチを通して利権が振舞われており、「アメとムチ」を使い分けていると言える。
2007年8月に1992年以来中断してきた長距離戦略爆撃機によるロシア国外への常時警戒飛行をロシアが再開していたことを初めてプーチン自身が公式に上海協力機構の軍事演習会場チェリャビンスク（Chelyabinsk）で発言することにより明らかになった。これは、同年8月17日イギリス空軍所属のユーロファイター タイフーンがロシアの長距離爆撃機を北大西洋上で捕捉したことと符合する。
その経歴から「冷酷な性格」や「粗野」という批評を受けることが多いが、ロシア国内ではメディアを通じて非常に紳士的な姿勢をアピールしており、経済の安定化により国民から人気を得ている。日本では「冷酷な紳士」で、なおかつ「有能な元工作員（元KGBスパイ）」と言う、スパイ映画などにおける定番のKGB職員のイメージで見られることが多い。
2018年3月には極超音速ミサイル「アバンガルド」を開発し、同年11月よりロシア軍に配備した。

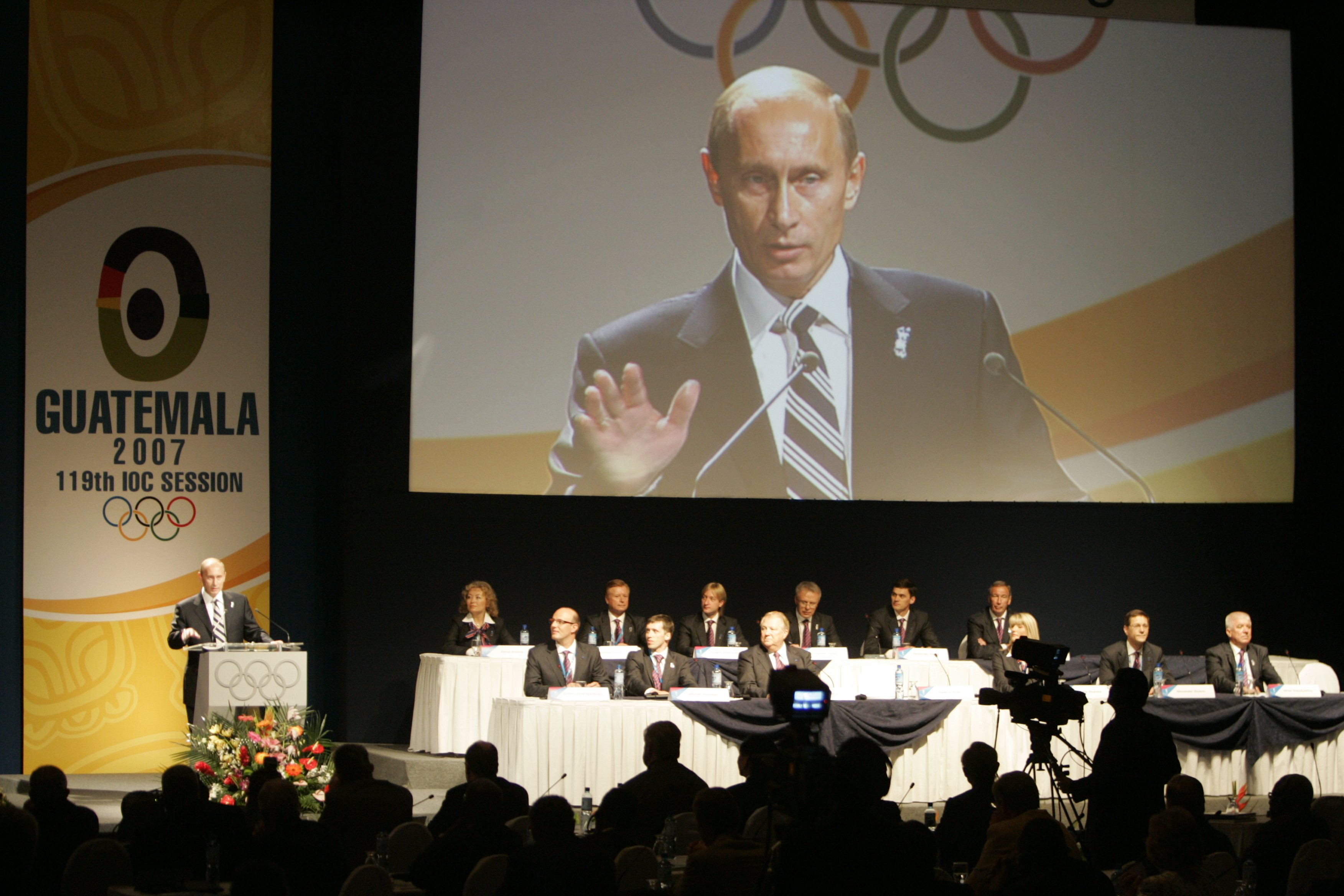
2007年、グアテマラで行われた国際オリンピック委員会の総会にて英語でスピーチをし、ソチオリンピック誘致を訴えるプーチン

## 人物

### 人物像

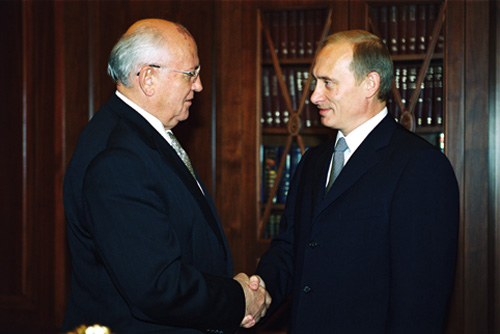
ミハイル・ゴルバチョフ（左）と（2001年10月）

元KGBのエージェントであり、現在のロシア連邦の政治家の中でも特に大きな影響力を持っている政治家である。最終学歴はレニングラード大学（現在のサンクトペテルブルク大学）法学部卒業。学位は法学士（サンクトペテルブルク大学）、経済学博士候補（1997年）。階級は予備役大佐。ソ連崩壊後しばらくの間は生活苦から無認可タクシーの運転手のアルバイトを行って糊口をしのいでいた。
サンクトペテルブルク市の職員時代に共に働いていたサプチャークやドミトリー・コザクによれば、プーチンは礼儀正しく、遠慮深く、落ち着いた人物であったという。また権力欲が無く、地位よりも仕事を重視し、仕事一筋に生きるタイプであると見られていた。
カメラの前では無表情で振舞っているが、実は取り留めないほどの冗談好きである。諜報員時代の上司から「お前は冷静すぎる」と言われたことがあるのだが、この逸話もプーチン自身にかかると「本当は『お前のようなおしゃべりはシュピオン（スパイ）には向かない』と言われたんです」になってしまう。
KGB時代に東ドイツに派遣されたためドイツ語に堪能であることはよく知られているが、大統領任期期間中に英語の勉強を本格的に始めており、現在では各国首脳とも英語で会話している光景が見られる。2007年の国際オリンピック委員会の総会でも、ソチオリンピック誘致のために英語でスピーチを披露した。
エリツィンに抜擢されたのでエリツィン派だったと思われているが、むしろ政治家としてはゴルバチョフに敬意を表している。しかし、ゴルバチョフに師事したことは無く、サプチャークからの間接的な影響だと思われる。サンクトペテルブルク時代に仕えた市長（当時）のサプチャークは、プーチンが学生時代に指導をうけた恩師でもあり、生涯の尊敬と忠誠を捧げている。
歴史上の人物で尊敬するのはピョートル1世とエカテリーナ2世。また、外国の政治家で興味があるのはナポレオン・ボナパルト、シャルル・ド・ゴール、ルートヴィヒ・エアハルトであるという。
2007年、アメリカのニュース雑誌『タイム』が年に1回、その年の出来事に最も影響を与えた人物（最も活躍した人物）として世界でただ一人を選出する、パーソン・オブ・ザ・イヤー（今年の人）に選出された。
2013年、アメリカ合衆国の経済誌『フォーブス』が毎年年末に発表する「世界で最も影響力のある人物」ランキングにおいて世界ナンバーワンとなった。この記録は 2016年まで続き、4年連続で世界で最も影響力がある人物に選ばれた。
2017年と2018年には日本も含めて、プーチン大統領のカレンダーである通称「プーチンカレンダー」が、有名人のカレンダーの売上として世界ナンバーワンとなった。
重要な会談であっても遅刻をする人物として知られる。2013年・2015年・2018年と3度に渡りローマ教皇を1時間近く待たせた他、2014年にドイツのメルケル首相を4時間15分待たせた。また、シリア問題の話し合いでアメリカのジョン・フォーブズ・ケリー国務長官を3時間待たせた例が出された。一方2013年11月に韓国を訪問したプーチンは朴槿恵大統領との首脳会談に向かう途中、既に時間に遅れているにもかかわらず武術愛好者と語らい30分遅刻したという例や、2012年のウクライナ訪問の際にバイクライダー団体との交流を優先してヤヌコーヴィチ大統領との会談に4時間遅れるという例など、故意に遅刻をする場合もある。プーチンの遅刻癖は「国際政治の場面で皇帝になりたい」という野心の表れだと専門家は指摘している。性格に関しては、極度のナルシシスト、KGBで受けた「全てを疑ってかかる」というスパイ教育により猜疑心が強いなどの説もある。
大統領就任後は暗殺（後述）を回避するために影武者を利用することも検討されたが、本人は影武者の利用を断ったとしているが、実在するという臆測がある。

#### 健康不安説
身長は168cmと小柄であるが、幼少期から柔道などの格闘技に打ち込んでおり、酒や煙草も控えることから壮健なイメージを周囲に与えていたが、ウクライナ侵攻以降、身体や精神の健康不安説が急速に広まった。これには、パーキンソン病説、行き過ぎた権力によって性格全般が歪んでしまい、認知能力の減退、判断力の低下など症状を示すヒューブリス（傲慢）症候群（hubris syndrome）説などが含まれる。パーキンソン病の場合、経過中に幻覚や妄想が出現することがある。また、新型コロナウイルス感染症には非常に神経質になっており、非公開で国産ワクチンのスプートニクVを接種した。また面会者は誰であろうとホテルで2週間の自宅隔離を命じられ、消毒剤が噴射されるトンネルを通過してようやく事務室に入ることが許される。
『デイリー・テレグラフ』は2022年3月1日、プーチンの健康不安を裏付ける5つの根拠を示し、説得力を与えた。また、メディアはプーチンの容貌に顔と首がひどくむくんでいる点に注目し、プーチンがステロイド治療を受けている可能性に言及し、彼が指示した特別軍事作戦には多量のステロイド剤服用（せきや、風邪などの感染リスクを高めたり、性格や行動を変えてしまう場合がある）や、その他のプーチンの個人的な問題にも関連した緊急の状況があるとみている。テレグラフは、プーチンが首脳会談の際に取る長いテーブルも健康不安説の根拠としているほか、インターネット上ではテーブルをカーリング会場に風刺するミームが拡散したが、これについて『ガーディアン』は「権力を誇示して緊張感を高めようとする戦略的手段」であり「相手に侮辱感を与える物理的道具」と分析した。電子版『ワシントン・ポスト』は、情報機関がプーチンは「妄想に陥り、追い詰められると暴発する危険性のある指導者」と解析していると伝えている。
プーチンは2021年7月、自身のウクライナとウクライナ人についての見解を説明する論文「ロシア人とウクライナ人の歴史的一体性について」を発表した。現在の国際情勢からして到底無理である帝政ロシアあるいは旧ソ連の時代の強大なロシアへの回帰を目指しているとされるが、精神科医の片田珠美はプーチンはスターリン同様にパラノイアである可能性やヒトラー同様に誇大妄想にとりつかれている可能性、また、前頭側頭型認知症（ピック病）を罹患している可能性も指摘している。
2022年1月には、ベラルーシのルカシェンコ大統領とモスクワでの対面の会談の席上、プーチンは足をバタつかせたが、筑波大学の中村逸郎教授によると、これは2016年頃から噂されるパーキンソン病の影響で足が痺れて、感覚がなくなっていることが原因で、かなり進行していると見られている。
2022年4月1日、ロシアの独立系メディア『プロエクト』は独自入手したプーチンの医療機関受診歴と宿泊先契約書とを基に、プーチン露大統領が甲状腺に何らかの病気を抱えている可能性を指摘した。2016–2020年にかけ、甲状腺がんの専門家がソチにあるプーチン氏の別荘を35回訪れ、計166日間にわたってプーチン氏とともに過ごしていることを根拠として示している。また、2016年には5人であった、プーチンに同行する医療スタッフの人員数も2019年には9人に増加しているという。同様に、『デイリー・テレグラフ』はプーチンのウクライナ侵攻の決断を巡り、甲状腺治療の副作用との関連を指摘している。
2022年5月15日には、ウクライナ国防相高官ブタノフ情報局長により、プーチンは血液のがんのほか、いくつもの病気を患っており、精神的・肉体的に非常に悪い状態にあるという分析を明らかにした。しかし、その根拠については明らかにしなかった。プーチンの健康状態については、アメリカ誌『ニューラインズ』もかなり体調が悪く、ウクライナ侵攻前に背中に手術を受けていたと報じていた。同月9日の対ドイツ戦勝記念日軍事パレードには、ロシア大統領府局長ドミトリ－・コバチョフが親し気にプーチンと至近距離で話すのが目撃され、後継者ではないかと噂された。2人には、アイスホッケーという共通の趣味があった。

### 家族

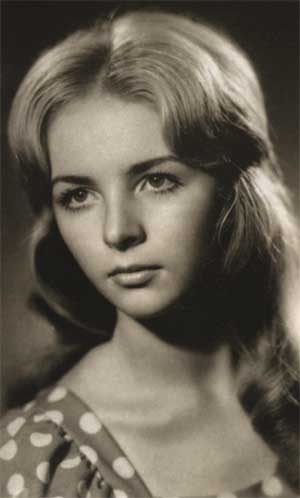
プーチンが「最も気に入っている」という妻リュドミラの写真

1983年7月28日に元客室乗務員でレニングラード大学で文献学専攻の学生だったリュドミラ・シュクレブネワと結婚した。1985年4月に長女のマリーヤ、1986年8月にはドレスデンで次女のカテリーナが誕生している。ロシア大衆紙『モスコフスキー・コムソモーレツ』（電子版2005年8月4日）によると、2人は父母の母校であるサンクトペテルブルク大学（旧レニングラード大学）に合格し、マリーヤは生物土壌学、カテリーナは日本史を専攻すると報じた。また、マリーヤは2005年3月にギリシャで結婚式を挙げた。結婚相手は不明である。
2013年6月6日にはリュドミラと離婚したことを国営放送で明らかにした。

### 私生活

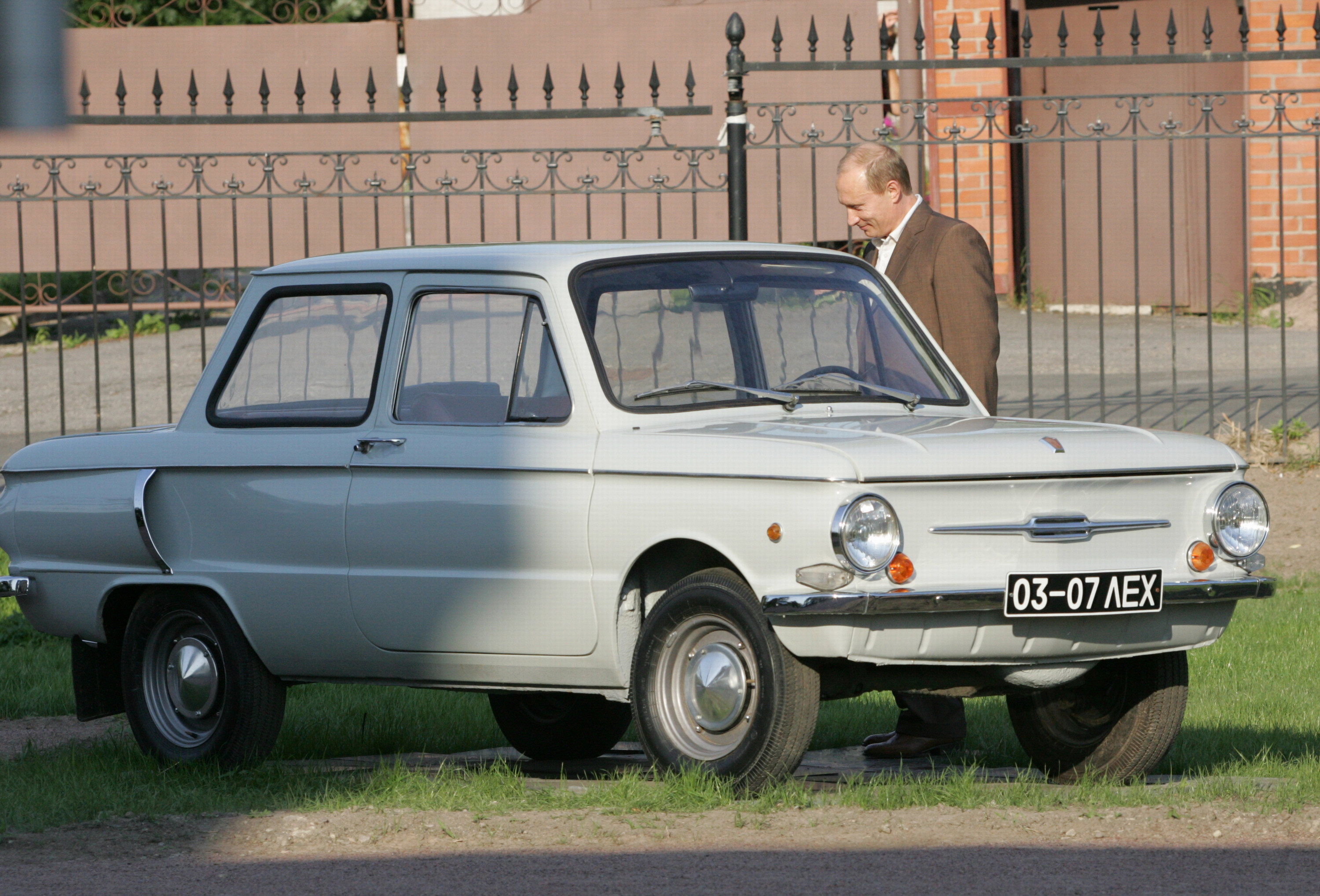
ZAZ-968とプーチン（2006年撮影）

釣りを趣味とし、競馬のファンでもある。煙草は吸わず、酒もほとんど飲まない。また犬好きで、自身もラブラドール・レトリーバーを飼っている。その愛犬は「コニー」という名前であり、徹夜でお産の世話をしたこともある。愛犬家だということもあってか、2003年5月の日露首脳会談では当時の首相小泉純一郎から犬語翻訳機「バウリンガル」を贈られている。2008年10月には副首相のセルゲイ・イワノフからコニー用にロシアの衛星測位システムであるGLONASS（グロナス）の受信機がついた首輪を贈られ、コニーにその首輪が装着された。2012年7月には秋田県より雌の秋田犬1頭が贈られ、自ら「ゆめ（夢）」と名付けている。
2021年1月には野党指導者のアレクセイ・ナワリヌイが主宰する団体「汚職との戦い基金」がYouTube上で、プーチンがクラスノダール地方に1000億ルーブル相当の費用を投じた豪邸を所有していると告発した（プーチン宮殿）。同団体によれば、宮殿はプーチンと密接な関係がある複数の実業家が管理しているが、陸海空に治安当局による警備が行われており、プーチンのためのものであることは明らかであるとしている。政権側は「無根拠でナンセンスだ」と否定。プーチンの盟友で知られるロシアのユダヤ人実業家であるアルカディ・ローテンベルクが宮殿の所有者を名乗り出ている。
愛車は母親が抽選で当てプレゼントされたZAZ-968（1972年モデル）、ラーダ・ニーヴァなどのロシアおよび旧ソ連圏の自動車である。2005年にはGAZ-21を購入し、ブッシュ大統領を乗せて運転している。その後、KGBの同僚に売却したが、大統領再就任後に返却されている。

### 格闘技

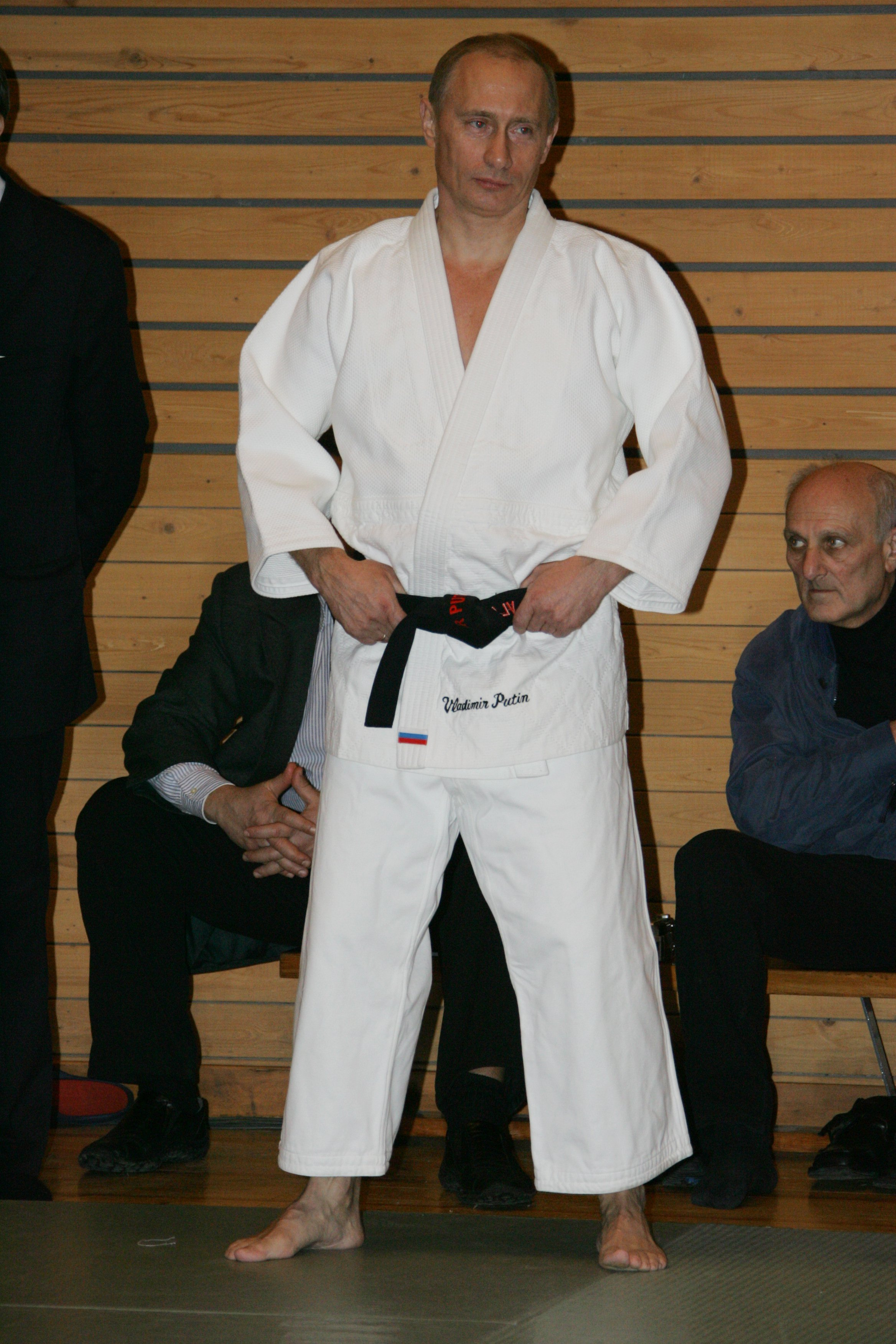
柔道着姿のプーチン

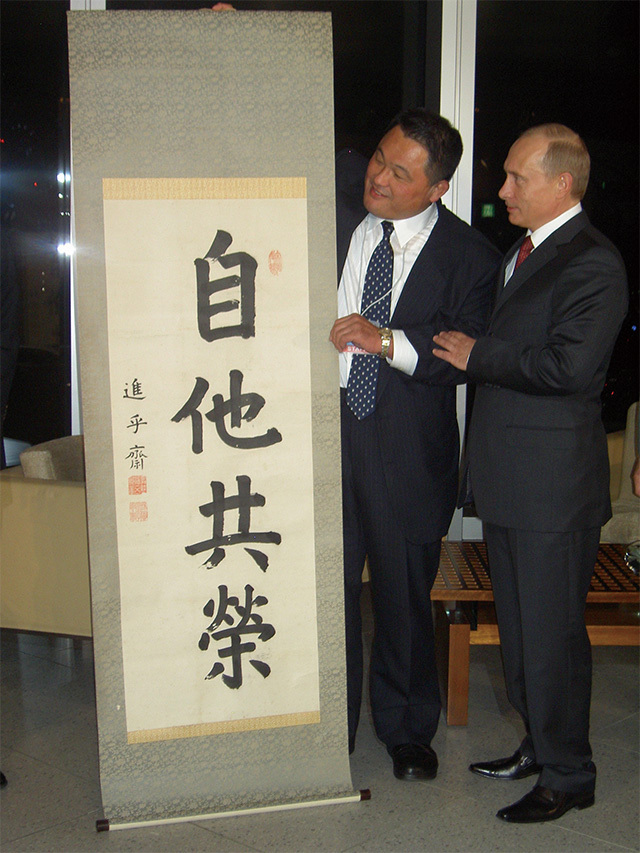
東海大学体育学部教授山下泰裕（左）から嘉納治五郎の直筆の書を献呈されたプーチン（2005年11月）

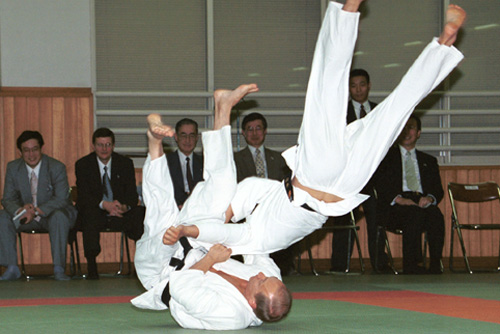
日本を訪問した際に講道館で柔道の技の型を披露するプーチン（2000年）

柔道は少年時代からサンクトペテルブルクにある道場に通っていた。KGBに入るためにもスポーツ（格闘技）を身につけるのは有利であり、ソビエト連邦時代にはソビエト連邦で3位となった。段位は柔道八段である。称号は、サンボと柔道のロシア連邦スポーツマスター。2005年12月よりヨーロッパ柔道連盟名誉会長を務め、また国際柔道連盟の名誉会長でもあったが、2022年のウクライナ侵攻により解任されている（後述）。
特に山下泰裕（東海大学教授、1988年ソウルオリンピック柔道金メダリスト、日本オリンピック委員会（JOC）会長、国民栄誉賞受賞者）と親交が深い。
11歳の頃より柔道とサンボをたしなみ、大学在学中にサンボの全ソビエト連邦大学選手権で優勝、1976年には柔道のレニングラード市大会でも優勝した。政治家には珍しく壮健な武道家であることから、インターネット上では一部でカルト的な人気を博しており、自国ロシアのメディアも2008年8月31日に「研究者らによる野生のトラの監視方法を視察するため国立公園を訪問していた際、カメラマンに向かって走ってきたトラにプーチンが麻酔銃を撃ってカメラマンを救出した」などと報じるほど、超人的なイメージが前面に打ち出されている。
柔道について「柔道は単なるスポーツでは無い。柔道は哲学だ」と語っている。また、少年時代は喧嘩ばかりしている不良少年だったが、柔道と出会ってその生活態度が改まったと述懐している。大統領になってからも、大統領以前に書いた『Учимся дзюдо с Владимиром Путиным （プーチンと学ぶ柔道）』という本を出版しており、その中で嘉納治五郎・山下泰裕・姿三四郎を柔道家として尊敬していると記している。柔道の師は、2013年に逝去したロシア柔道連盟副会長のアナトリー・ラフリン。
2000年7月の九州・沖縄サミットでは沖縄県具志川市（現在のうるま市）を訪問し、柔道の練習にスーツの上着を脱いだYシャツ姿で飛び入り参加した。掛かり稽古（お互いが交互に投げる練習形式）を行い、相手の中学生を投げた後に今度は同じ相手に投げられるというパフォーマンスを披露した。中学生は大統領相手にためらったが、プーチンに促されて投げた。投げられるプーチンの姿は印象的で、その写真や映像は世界中に報道された。警備員やSPは稽古とはいえ大統領が投げられるとは考えられなかったようで、非常に驚いたという。
2000年9月の来日時には、講道館で技の型を当時の首相森喜朗の前で演武した。当日、講道館より柔道六段の名誉段位贈呈を提示されたが「私は柔道家ですから、六段の帯がもつ重みをよく知っています。ロシアに帰って研鑽を積み、1日も早くこの帯が締められるよう励みたいと思います」と述べて丁重に辞退した。
2012年8月2日、ロンドン五輪男子柔道をイギリスの首相デーヴィッド・キャメロンと共にサプライズ観戦。ロシアのタギル・ハイブラエフが決勝戦を一本勝ちで金メダルを確定させた瞬間には飛び上がって大歓喜。ハイブラエフ退場時に駆け寄り祝福した。
2022年ロシアのウクライナ侵攻により、国際柔道連盟（IJF）名誉会長および欧州柔道連盟（EJU）の名誉会長の地位の取り消し、ワールドテコンドーから授与された名誉9段黒帯の剥奪の処分を受けた。元ウクライナ大使の天江喜七郎は、ロシアに招かれた柔道家の知人がプーチンに柔道で得たことを聞いた際に「相手の隙が分かるようになった」と答えたと述懐しており、2022年の特別軍事作戦もウクライナのウォロディミル・ゼレンスキー政権の支持率低迷という「隙」を狙ったものなのではないかと推測している。

## 逸話

### 名前をめぐって
プーチンは元KGB情報部員であり、その過去についても不明な点が多く、首相就任時には影の薄かった彼が大統領に就任した時は、その謎に包まれた経歴から帝政ロシア末期の怪僧「ラスプーチン」に引っかけられ、「ラス・プーチン」と揶揄されたことがある。ただし、プーチンという姓はロシア語で道を意味するプーチ（Путь, Put'）を思わせ、ラスプーチンのラス（Рас, Ras）は（さまざまな意味があるがその1つとして）「逆」という意味があるため、ロシア人の間では、プーチンは「道」、ラスプーチンは「道が無い」という逆の意味だと好意的に捉える者もいる。
また、OPECに対抗して天然ガス輸出国の国際機構GECFの設立をイランなどと主導するなど資源外交を行うことから、同じくラスプーチンと引っ掛けて「ガスプーチン」と揶揄されたこともある。その他にもアメリカ外交公電ウィキリークス流出事件ではアメリカの駐ロシア大使がプーチンをバットマンと発言したこともある。

### 「お茶くみ係」説
日本のスポーツ新聞『東京スポーツ』の記載によれば、1989年頃に日本の国会議員・猪木寛至（アントニオ猪木）が初めてモスクワを訪問してソ連高官と会談した際、当時KGB職員であったプーチンが「お茶くみ係」を行っていたという。

### アスペルガー症候群説
2015年2月5日、プーチンにはアスペルガー症候群（現在の自閉スペクトラム症）があると結論付けたアメリカ国防総省の2008年の研究報告書が公表された。国防総省はこの研究を重視しない姿勢を明らかにしているが、報告書の著者であるアメリカ海軍大学のブレンダ・コナーズ（Brenda Connors）は、プーチンの体の動きや表情などの写された映像を分析した結果、彼は幼児期の神経発達障害によって体の不安定感や対人不安を抱えていると判断でき、これが原因で、危機的状況に直面した場合に「極端な統制」を行使する必要に迫られると主張している。この中で、社会からの刺激を閉ざしてしまった実例として、2000年にバレンツ海でロシア原子力潜水艦クルスクが沈没した事例を挙げ、社会からの刺激を閉ざしてしまう症状の一つとして起こり得るとしている。コナーズは、各国首脳の体の動きを分析し、こうした体の動かし方などの特徴が、行動や決断を予測できる可能性が高く、それを考えることは、「兵器システムの開発と同じくらいの効果を持ち得る」戦略だと主張している。
この研究報告書について、オックスフォード大学の発達神経心理学科教授であるドロシー・ビショップは、体の動きの分析に基づいて自閉症の診断を下すことの誤りを指摘した上で、コナーズによる主張は「本当にアスペルガー症候群と自閉症を持つ人々に怒りを抱かせる」ものであると批判した。

## 暗殺未遂事件
プーチンに対しては明らかになっているだけで過去5度暗殺が試みられたが、いずれも未然に阻止されている。
1. 2000年2月24日 - サンクトペテルブルクでのアナトリー・サプチャークの葬式時。ロシア連邦警護庁（FSO）によれば、チェチェン独立派が背後に立つ某組織が計画した。「標準より際立った保安措置」により計画は阻止された。
2. 2000年8月18日–19日 - ヤルタでの非公式のCISサミット時。国外より情報がもたらされ、チェチェン人4人とアラブ人数人が拘束された。
3. 2002年1月9日–10日 - アゼルバイジャン、バクーの公式訪問時。アゼルバイジャン国家保安省により阻止。アフガニスタンで訓練を受け、チェチェン独立派と関係を有するイラク人、キャナン・ロスタムが逮捕され、懲役10年を言い渡された。
4. 2008年3月2日 - モスクワでのロシア大統領選当日。ロシア連邦保安庁（FSB）が察知し、直前に阻止した。現場からはライフル銃やカラシニコフ銃などが発見され、タジク人1名が逮捕された。
5. 2012年2月27日 - チェチェン共和国などの出身の男2人がイスラム過激派の武装勢力の指導者の指示を受けてウクライナで爆弾の製造など暗殺計画を進めていたところ、ロシアとウクライナの捜査当局による別の爆発事件に関連した調査から発覚。（ただし2012年ロシア大統領選挙に先駆けた時期であることから政府による意図的なリークではないかという見方もある。）[199]

## 著書
- ウラジーミル・プーチン、ワシーリー・シェスタコフ、アレクセイ・レヴィツキー（共著） 『Учимся дзюдо с Владимиром Путиным （プーチンと学ぶ柔道）』 ОЛМА-ПРЕСС（オルマ・プレス）、2002年1月 ISBN 522403325X （ロシア語の著書。ラテン文字転写の例；Uchimsia Dziudo S Vladimirom Putinym）[注釈 15]。

※1. 英訳では『JUDO』というタイトルで出版されている（North Atlantic Books、2003年2月 ISBN 1556434456）。
※2. 邦訳では原著を編集、抜粋して『プーチンと柔道の心』という題名で出版されている（朝日新聞出版、2009年5月 ISBN 4022505931）。

## 関連文献
- 中澤孝之 『エリツィンからプーチンへ』 東洋書店、2000年7月 ISBN 4885952972
- 西村拓也 『過去を消した男プーチンの正体』 小学館、2000年7月 ISBN 4094046119
- ナタリア・ゲヴォルクヤン、アンドレイ・コレスニコフ、ナタリア・チマコワ（共著） 『プーチン、自らを語る』 扶桑社、2000年8月 ISBN 4594029604
- ロイ・メドヴェージェフ 『プーチンの謎』 現代思潮新社、2000年8月 ISBN 4329004135
- 梅津和郎 『プーチンのロシア その産業と貿易』 晃洋書房、2000年9月 ISBN 4771011982
- 袴田茂樹 『プーチンのロシア 法独裁への道』 NTT出版、2000年10月 ISBN 4757120516
- 木村汎 『プーチン主義とは何か』 角川書店、2000年12月 ISBN 404704010X
- 上野俊彦 『ポスト共産主義ロシアの政治 エリツィンからプーチンへ』 日本国際問題研究所、2001年7月 ISBN 4819303864
- 木村明生 『ロシア同時代史権力のドラマ ゴルバチョフからプーチンへ』 朝日新聞社、2002年2月 ISBN 402259795X
- 永綱憲悟 『大統領プーチンと現代ロシア政治』 東洋書店、2002年3月、ISBN 4885953804
- 徳永晴美 『ロシア・CIS南部の動乱 岐路に立つプーチン政権の試練』 清水弘文堂書房、2003年3月 ISBN 4879505617
- 木村汎、佐瀬昌盛（共編） 『プーチンの変貌? 9・11以後のロシア』 勉誠出版、2003年5月 ISBN 458505085X
- 山内聡彦 『ドキュメント・プーチンのロシア』 日本放送出版協会、2003年8月 ISBN 4140808098
- 池田元博 『プーチン』 新潮社<新潮新書>、2004年2月 ISBN 4106100541
- 小林和男 『白兎で知るロシア ゴルバチョフからプーチンまで』 かまくら春秋社、2004年3月 ISBN 4774002577
- 江頭寛 『プーチンの帝国 ロシアは何を狙っているのか』 草思社、2004年6月 ISBN 4794213166
- 中村逸郎 『帝政民主主義国家ロシア プーチンの時代』 岩波書店、2005年4月 ISBN 4000240137
- アンナ・ポリトコフスカヤ 『プーチニズム 報道されないロシアの現実』 日本放送出版協会、2005年6月 ISBN 4140810548
- エレーヌ・ブラン 『KGB帝国 ロシア・プーチン政権の闇』 創元社、2006年2月 ISBN 4422202634
- 加藤志津子 『市場経済移行期のロシア企業 ゴルバチョフ、エリツィン、プーチンの時代』 文眞堂、2006年8月 ISBN 4830945532
- ロデリック・ライン、渡邊幸治、ストローブ・タルボット（共著） 『プーチンのロシア 21世紀を左右する地政学リスク』 日本経済新聞社、2006年11月 ISBN 4532352290
- 寺谷ひろみ 『暗殺国家ロシア リトヴィネンコ毒殺とプーチンの野望』 学習研究社、2007年6月 ISBN 4054034586
- アレクサンドル・リトヴィネンコ、ユーリー・フェリシチンスキー（共著） 『ロシア闇の戦争 プーチンと秘密警察の恐るべきテロ工作を暴く』 光文社、2007年6月 ISBN 4334961983
- 林克明 『プーチン政権の闇 チェチェン 戦争/独裁/要人暗殺』 高文研、2007年9月 ISBN 4874983901
- 木村汎 『プーチンのエネルギー戦略』 北星堂書店、2008年1月 ISBN 4590012359

## 関連番組

### ロシア
- 『ウラジーミル・ウラジーミロヴィチ・プーチンとのダイレクト・ライン』 - ロシア国内で年に1回、プーチンがロシア国民と対話する番組

### 日本
- BS世界のドキュメンタリー『プーチンの野望』（国際共同制作 NHK／Brook Lapping）
  - 「第1回 新大統領 誕生」[200]
  - 「第2回 脅かされる民主主義」[201]
  - 「第3回 新たな冷戦の火種 グルジア」[202]
  - 「最終回 新しきロシアへ」[203]

## 関連作品
- マイケル・ホーニグ、梅村博昭 訳『ウラジーミルＰの老年時代』、共和国[204]。

## 創作作品

### ゲーム
- 『FUCK PUTIN』 - 2022年からSteamで配信されているゲーム。

### 漫画
- 『TOUGH外伝 龍を継ぐ男』 - 作中では主に「あの男」と呼ばれる形で登場。